# Biserica reformată din Reci

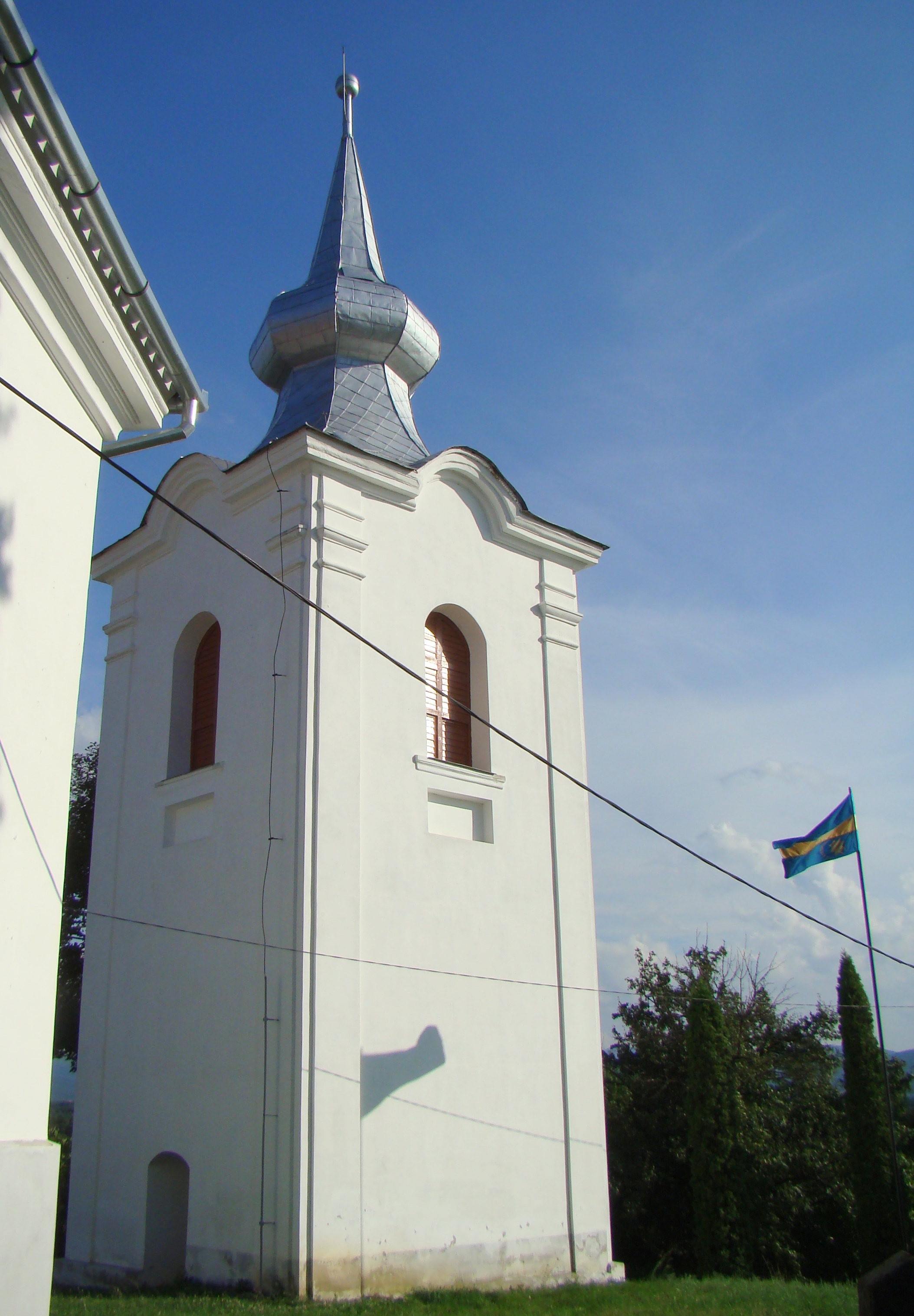
Turnul-clopotniță

Biserica reformată din Reci este un ansamblu de monumente istorice aflat pe teritoriul satului Reci, comuna Reci. În Repertoriul Arheologic Național, monumentul apare cu codul 64782.16.
Ansamblul este format din două monumente:
- Biserica reformată (cod LMI CV-II-m-A-13258.01)
- Turn-clopotniță (cod LMI CV-II-m-A-13258.02)

## Localitatea
Reci (în maghiară Réty) este satul de reședință al comunei cu același nume din județul Covasna, Transilvania, România. Se află în partea de nord-est a județului, în Depresiunea Sfântu Gheorghe. Prima atestare documentară este din anul 1334, sub numele de Reech.

## Biserica
Biserica reformată a satului se ridică deasupra așezării, pe dealul numit Dobolyka. Inițial biserică catolică, construită probabil în secolul XIII. Biserica a fost reparată sau reconstruită de mai multe ori pe parcursul existenței sale, ultima oară în 1857, astfel încât din biserica inițială se mai păstrează doar altarul romanic, cu absida semicirculară, și arcul de triumf. Lungimea sa totală este de 19 metri, nava principală este de 8 metri lățime și 6 metri înălțime. Anul reconstruirii bisericii este evidențiat pe placa de marmură a mesei Domnului, care a fost donată de János Antos și de soția sa, Kata Radák. Coroana amvonului a fost realizată în 1794, iar orga a fost construită în 1909 de Karl Einschenk, un faimos constructor de orgi din Brașov.
Turnul alăturat, înalt de 22 de metri, era inițial bastionul defensiv al unei incinte fortificate. În turn sunt două clopote. Clopotul mai mare, de 320 kg, poartă inscripția: „Ezt a harangot Tekintetes N. Rétyi Székely Mózes uram öntette a maga költségén a rétyi Ecclésia számára 1773-ban.”  Clopotul mai mic, care cântărește 150 kg, poartă următoarea inscripție: „A rétyi Egyháznak hősi halált halt Albert fiuk emlékére öntette Zoltáni András és neje Pakulár Sára 1921-ben.”

## Vezi și
- Reci, Covasna

## Imagini din exterior

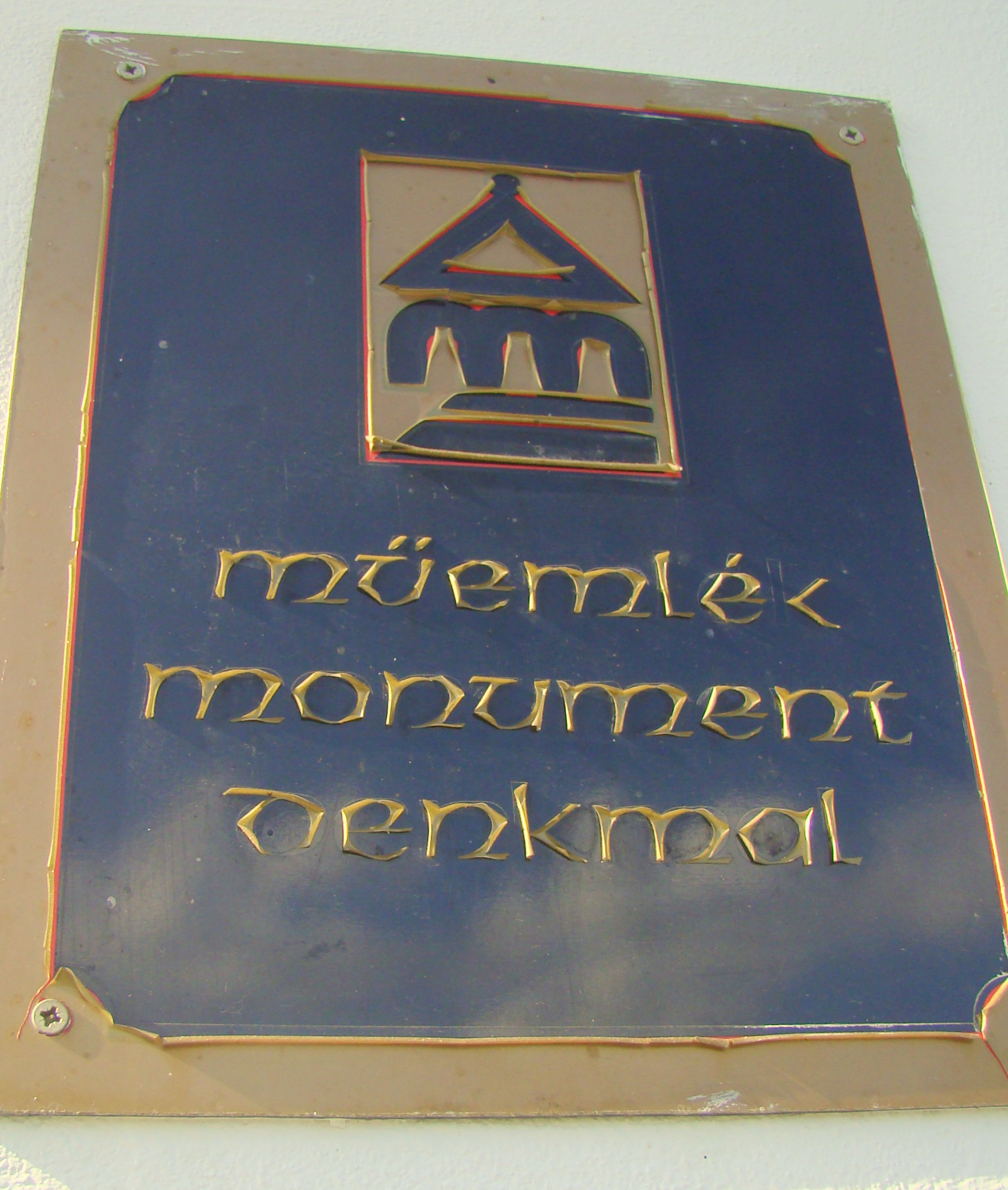
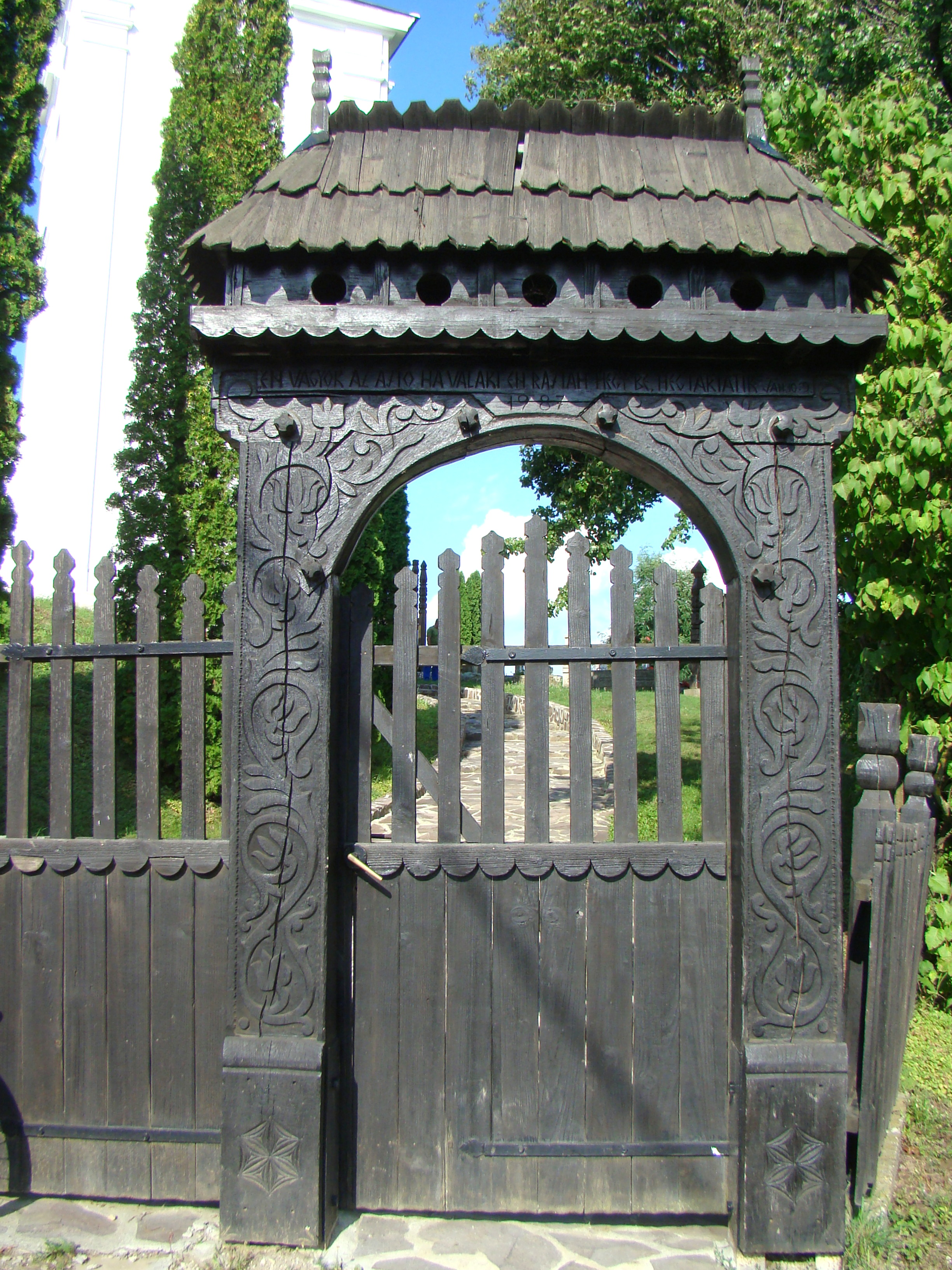
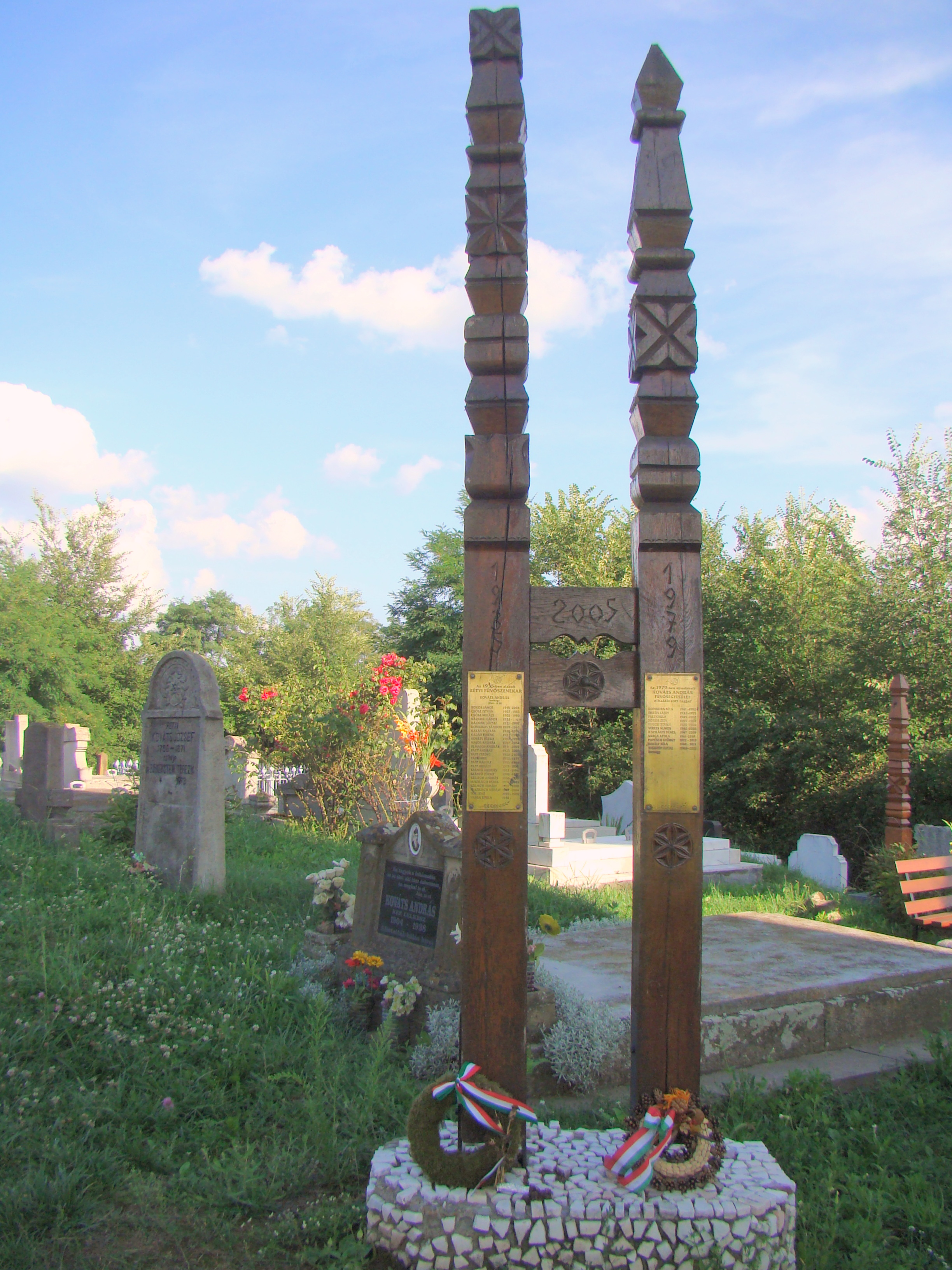
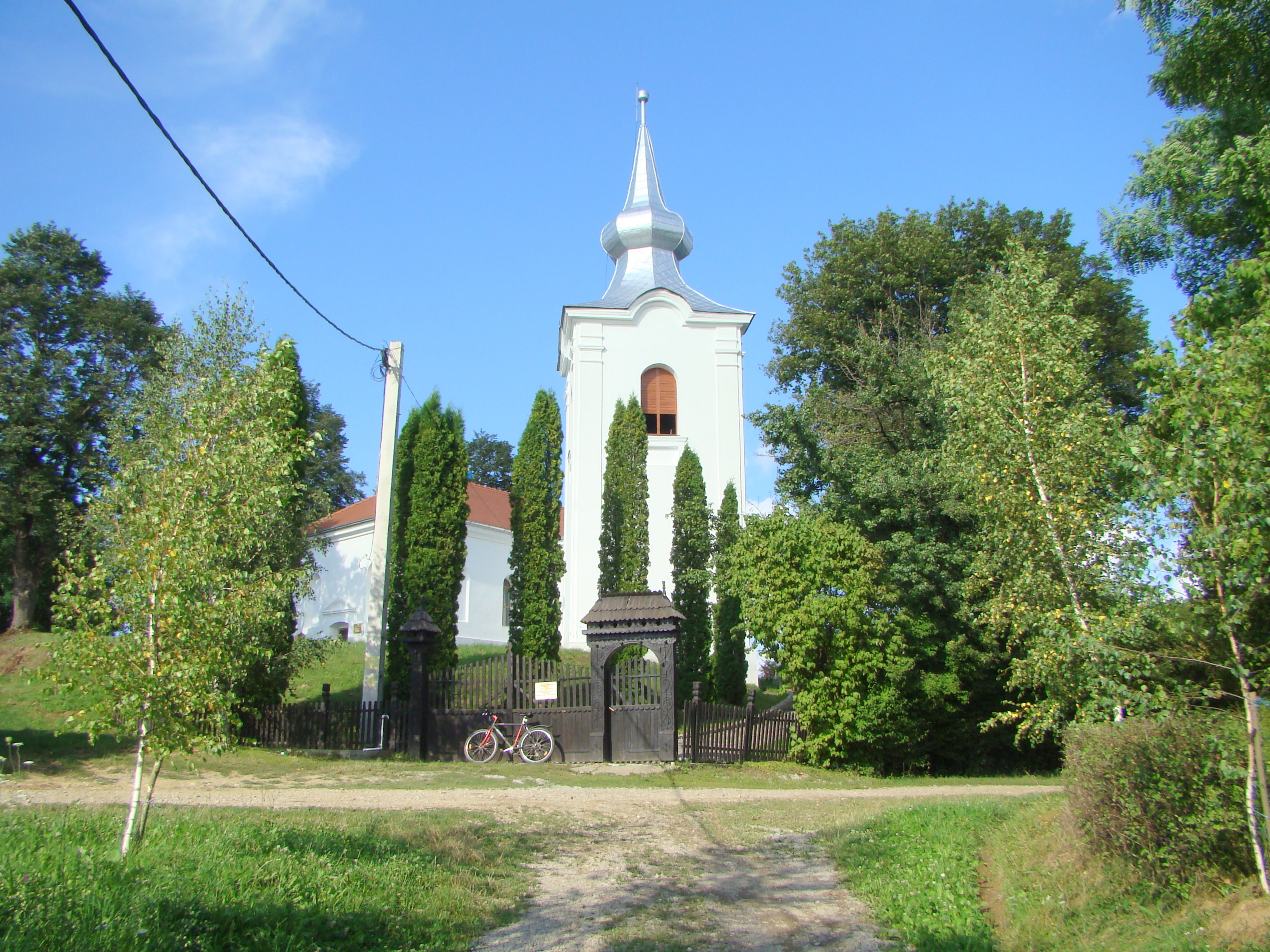
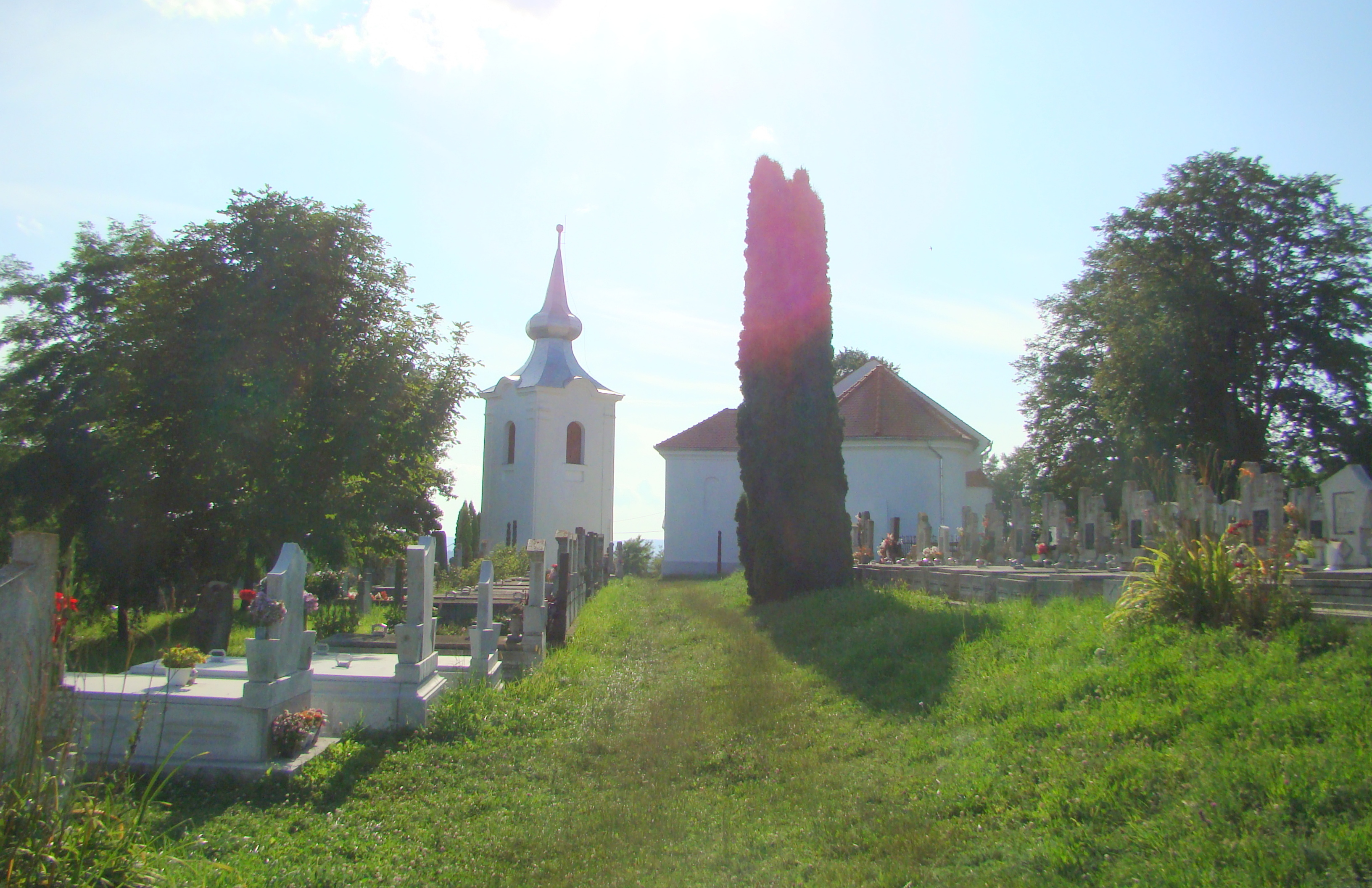
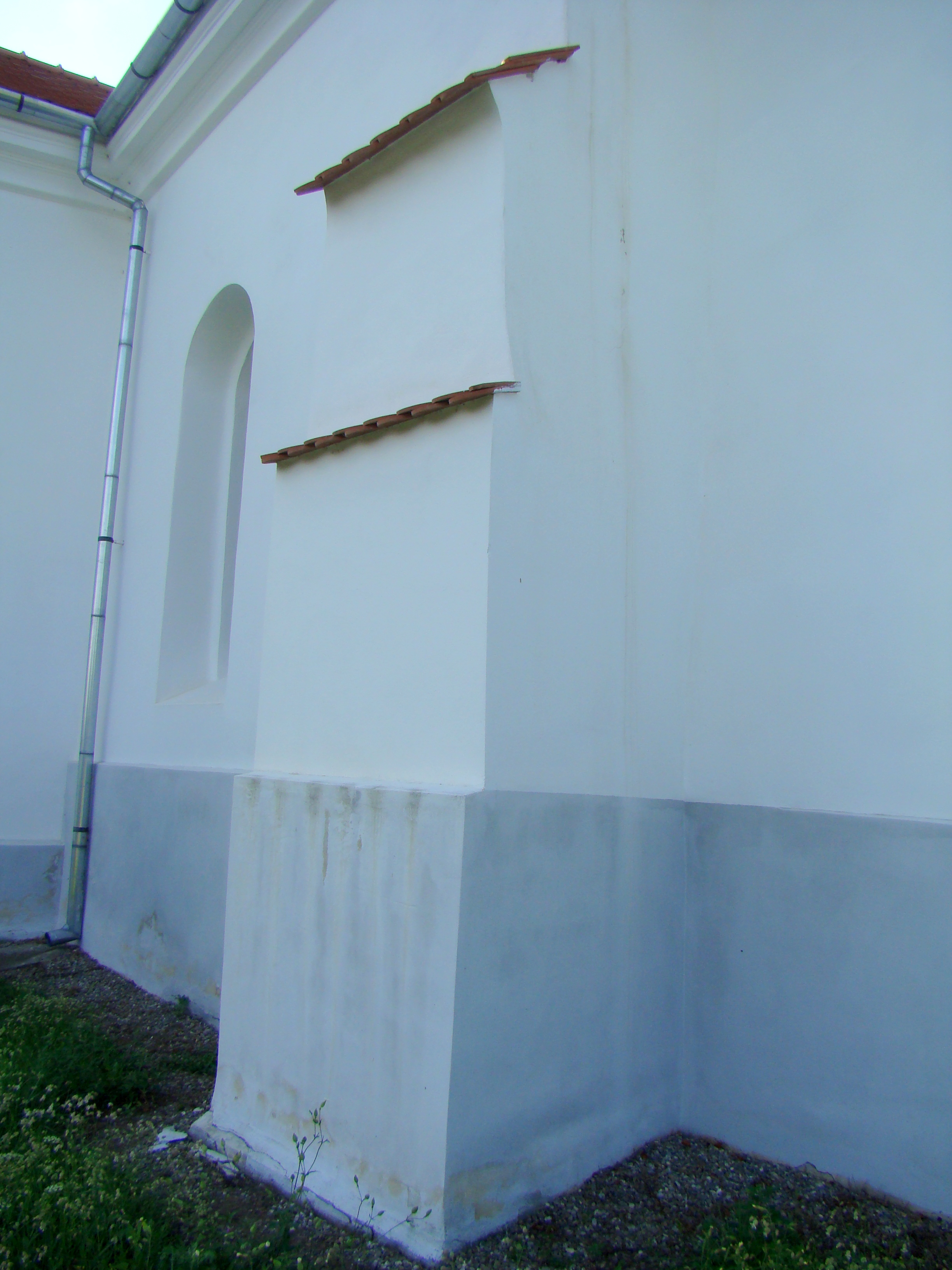
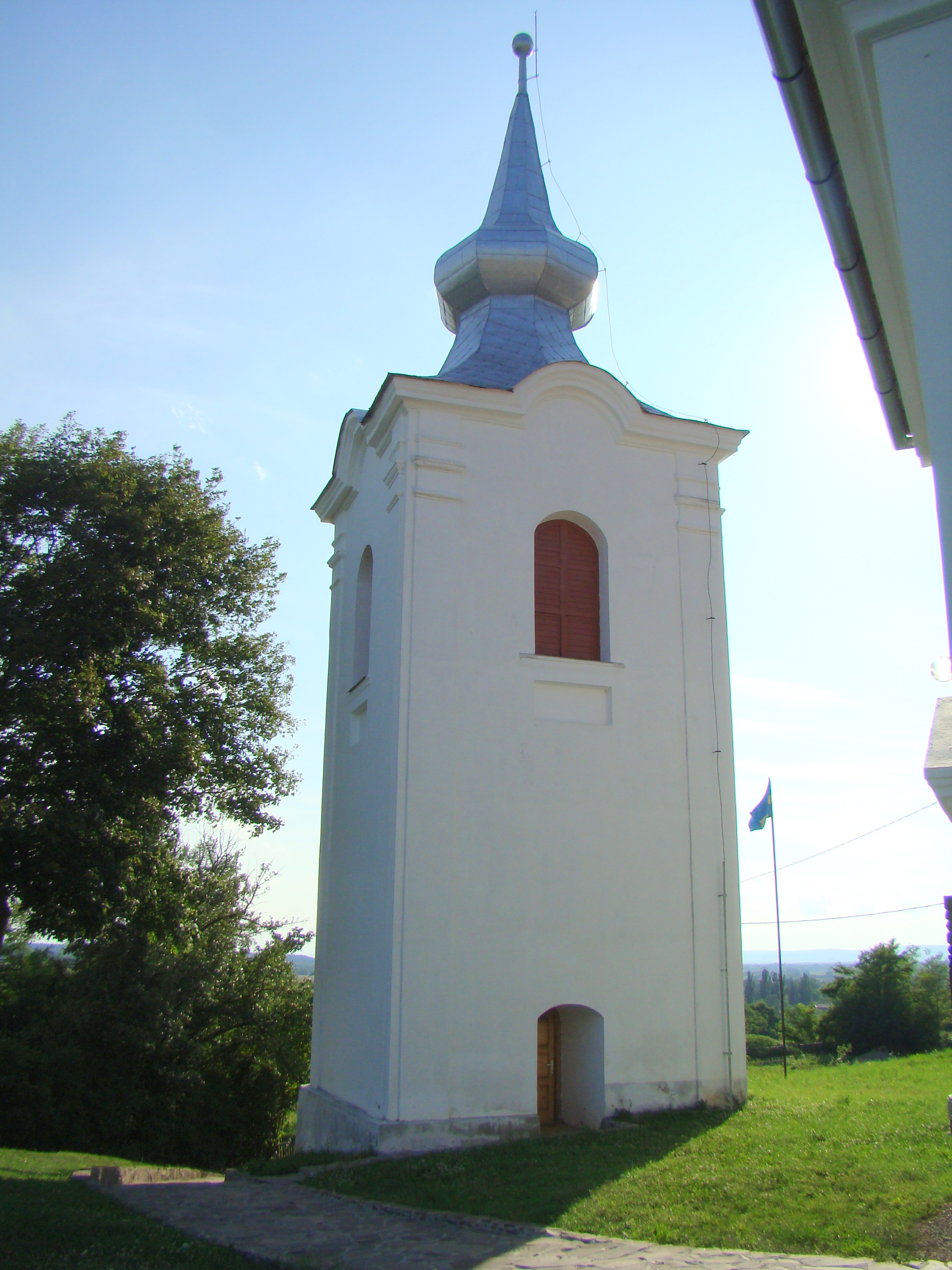
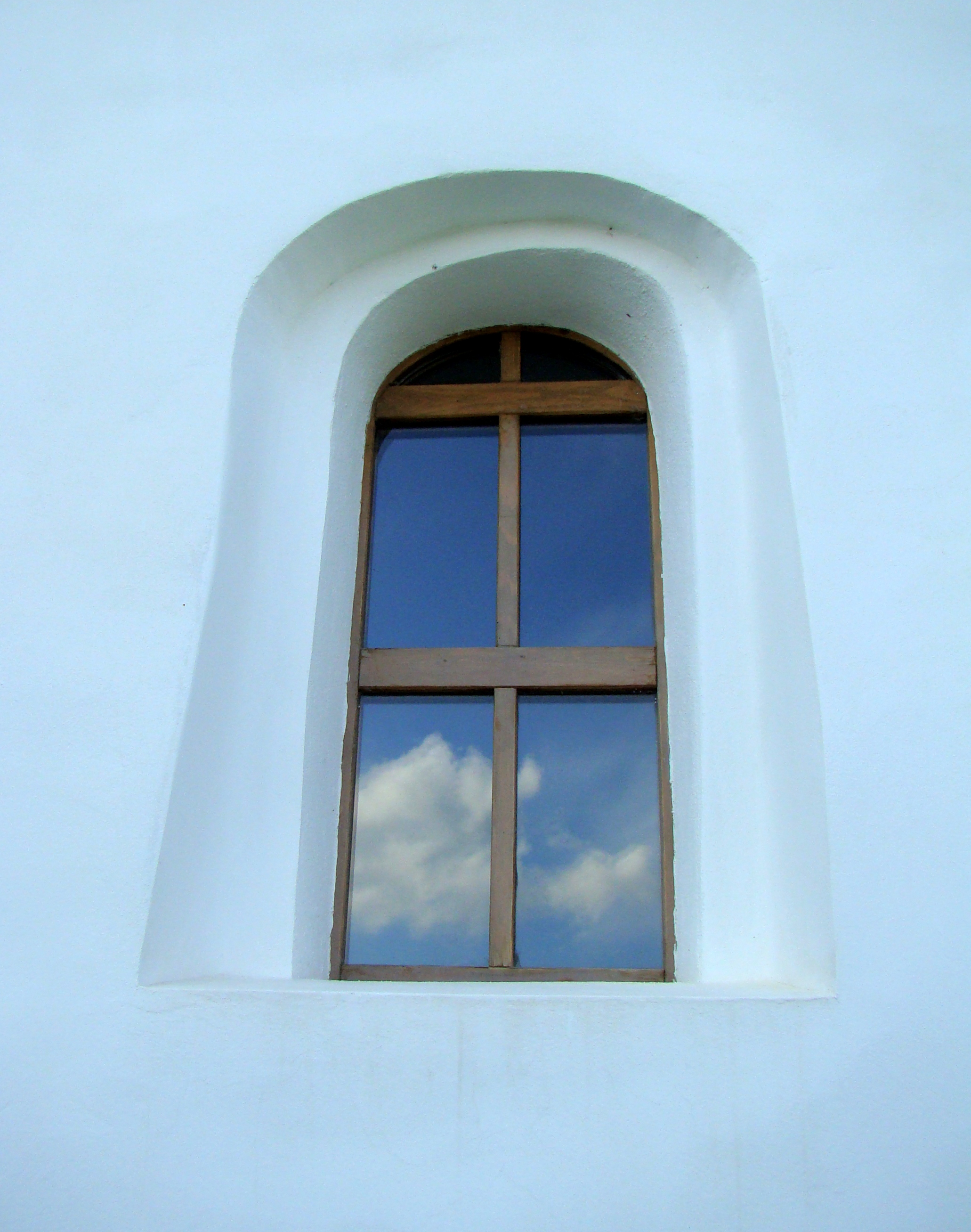
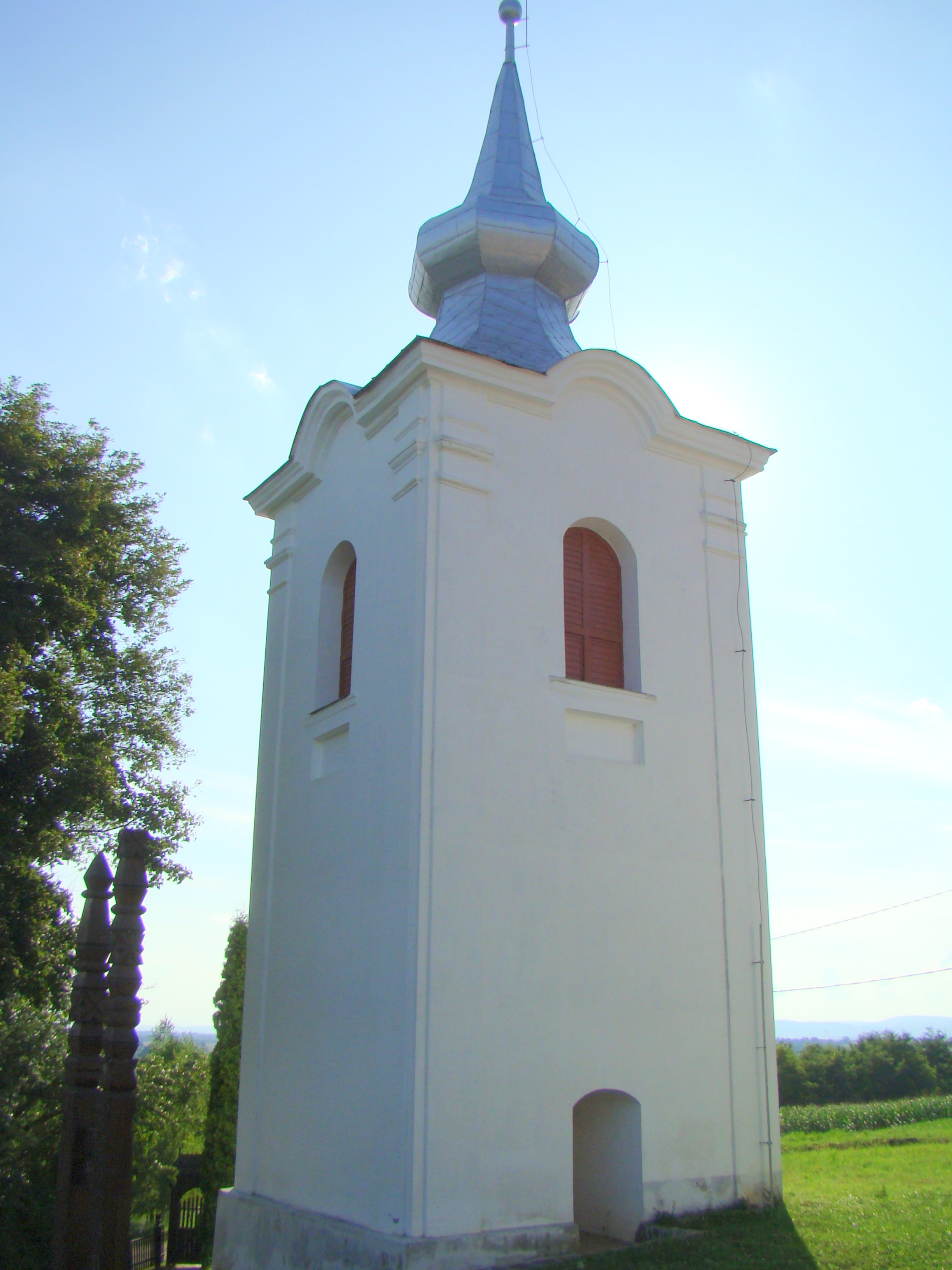
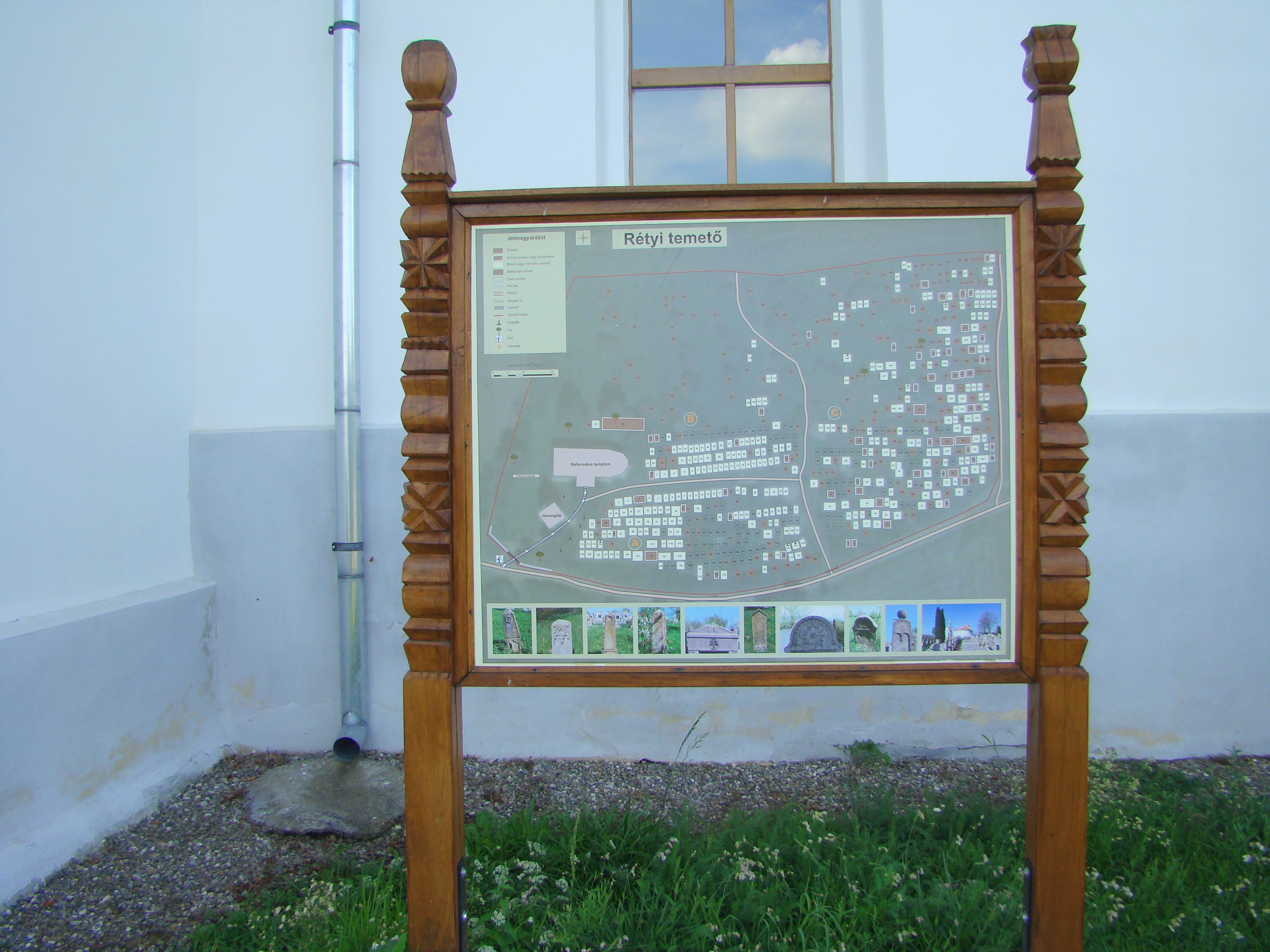
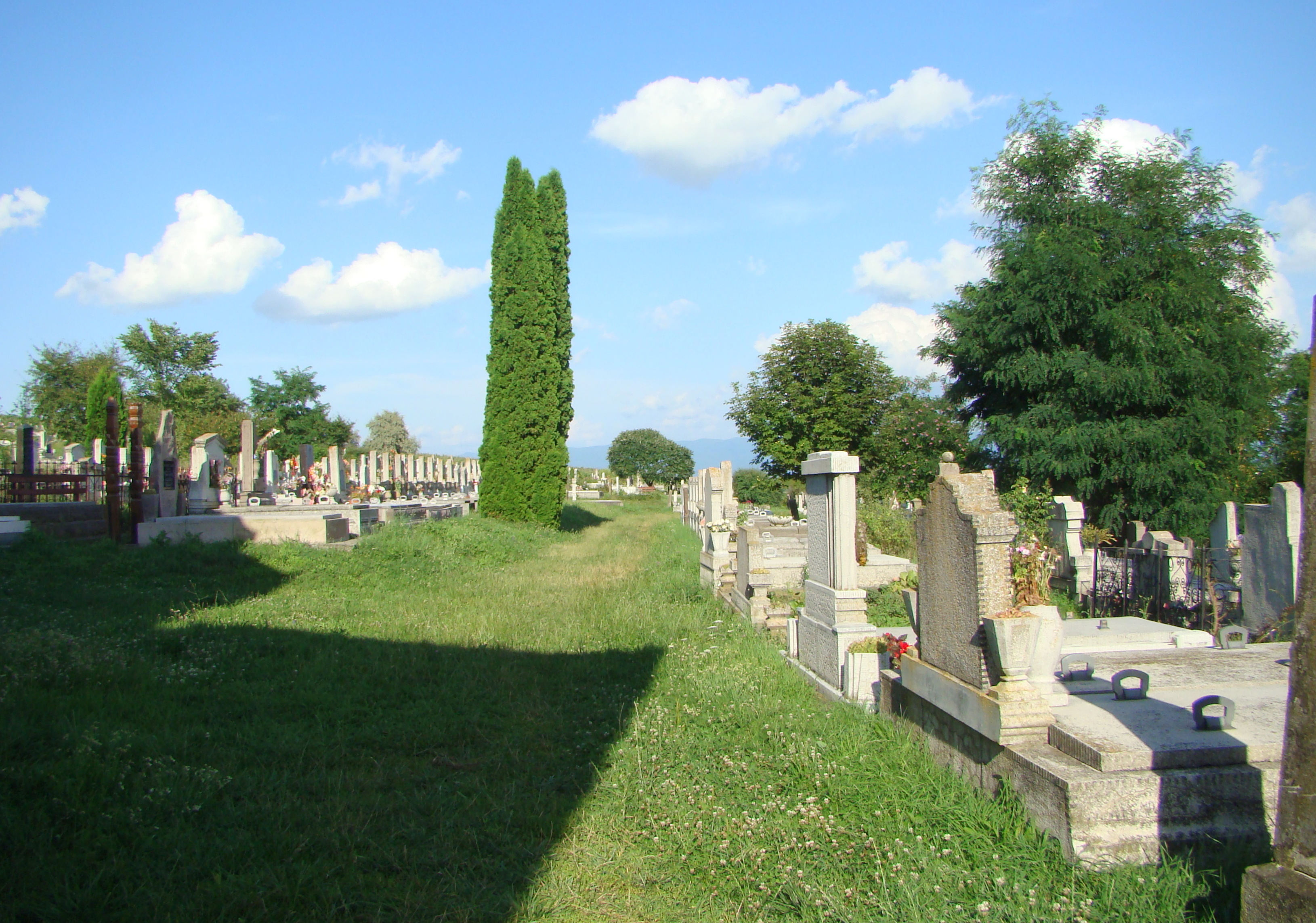
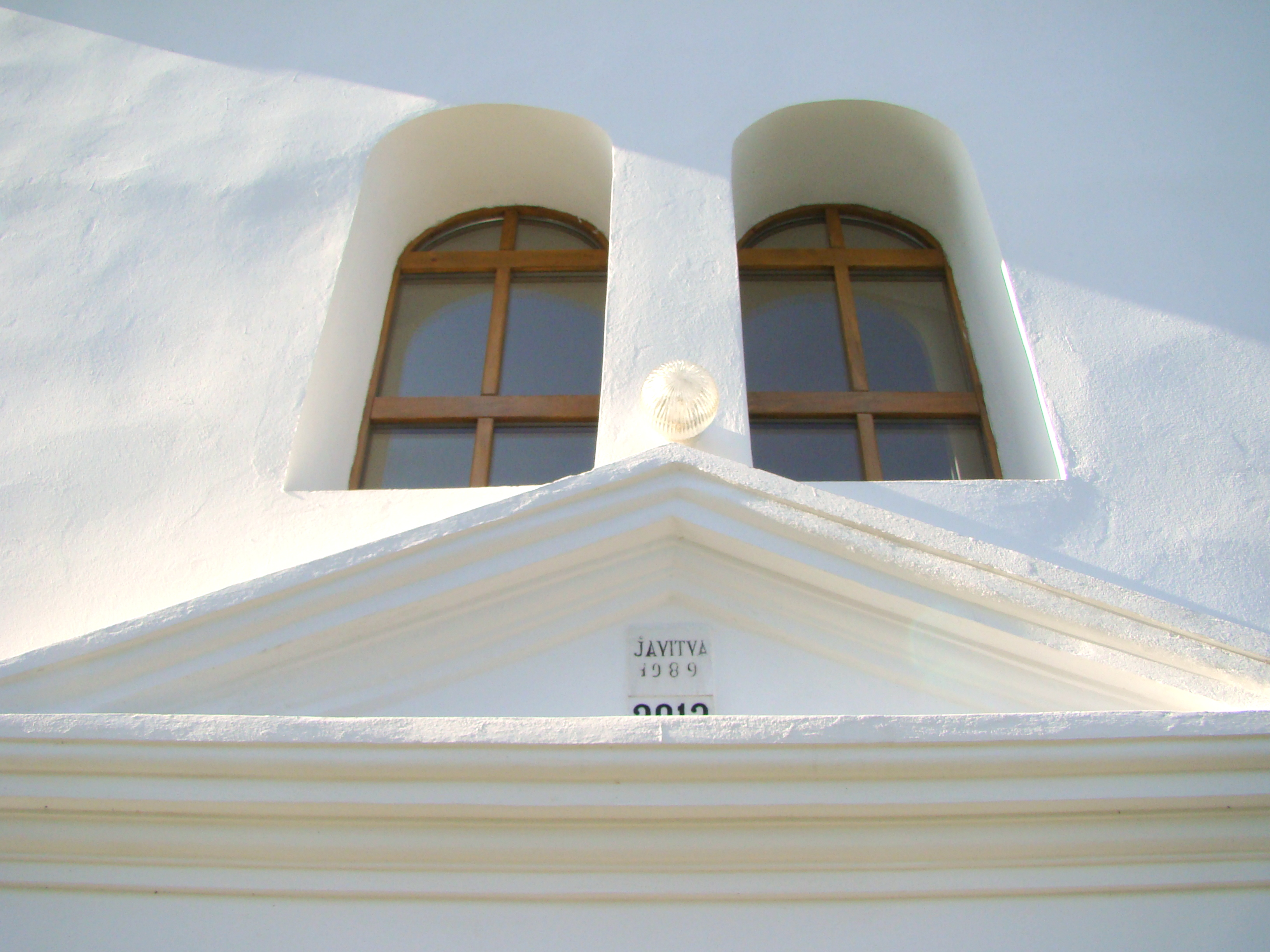
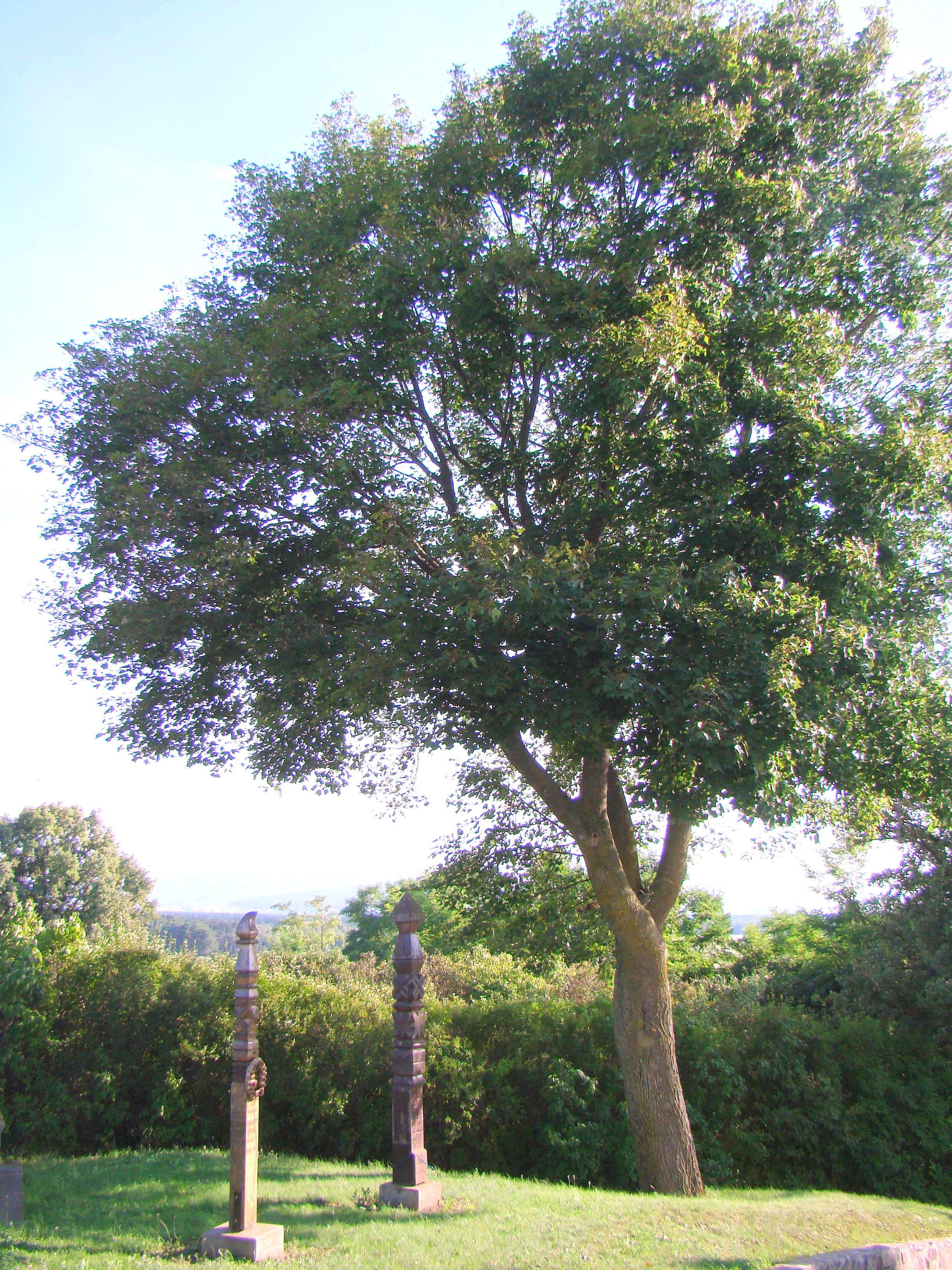
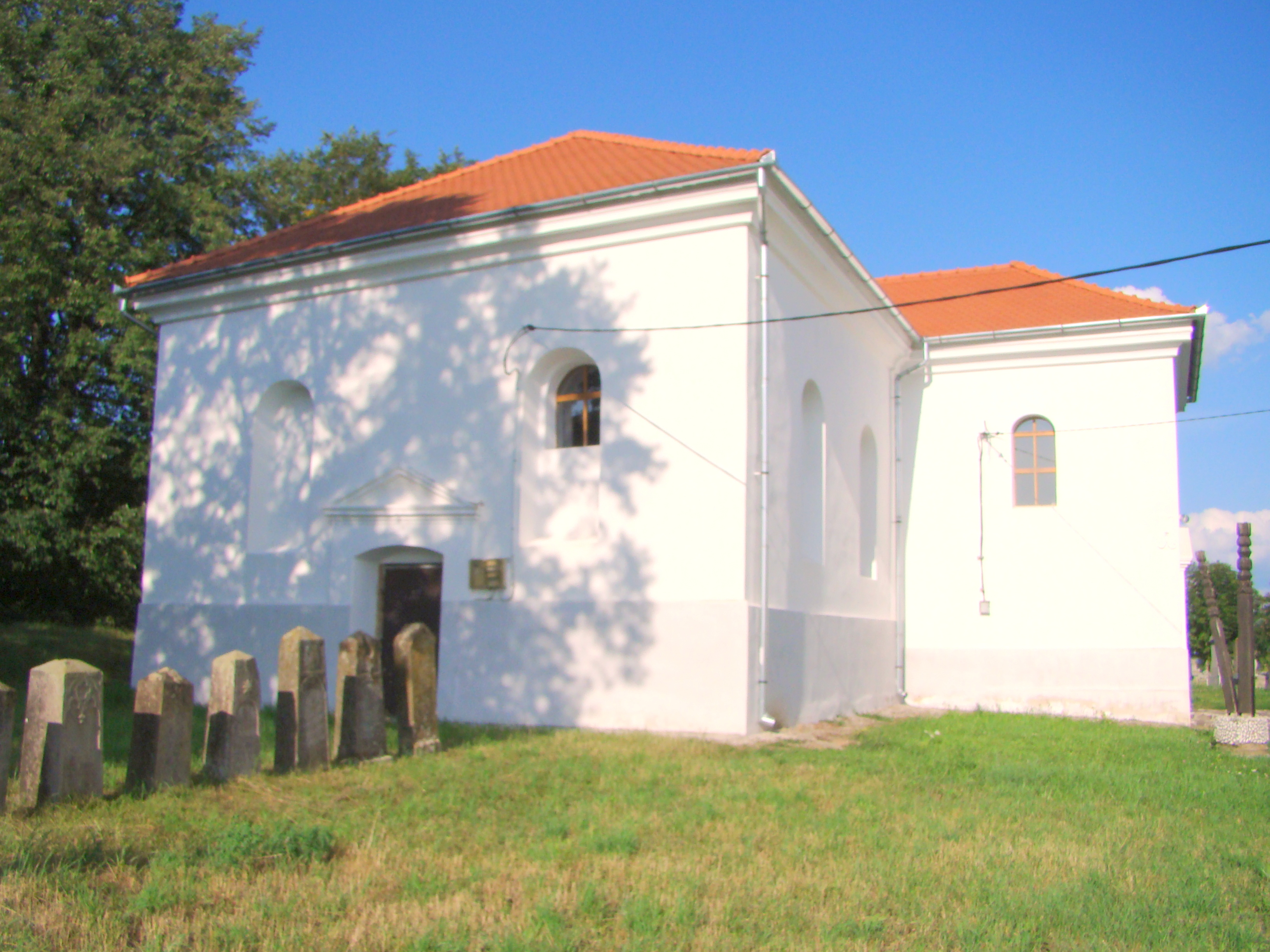
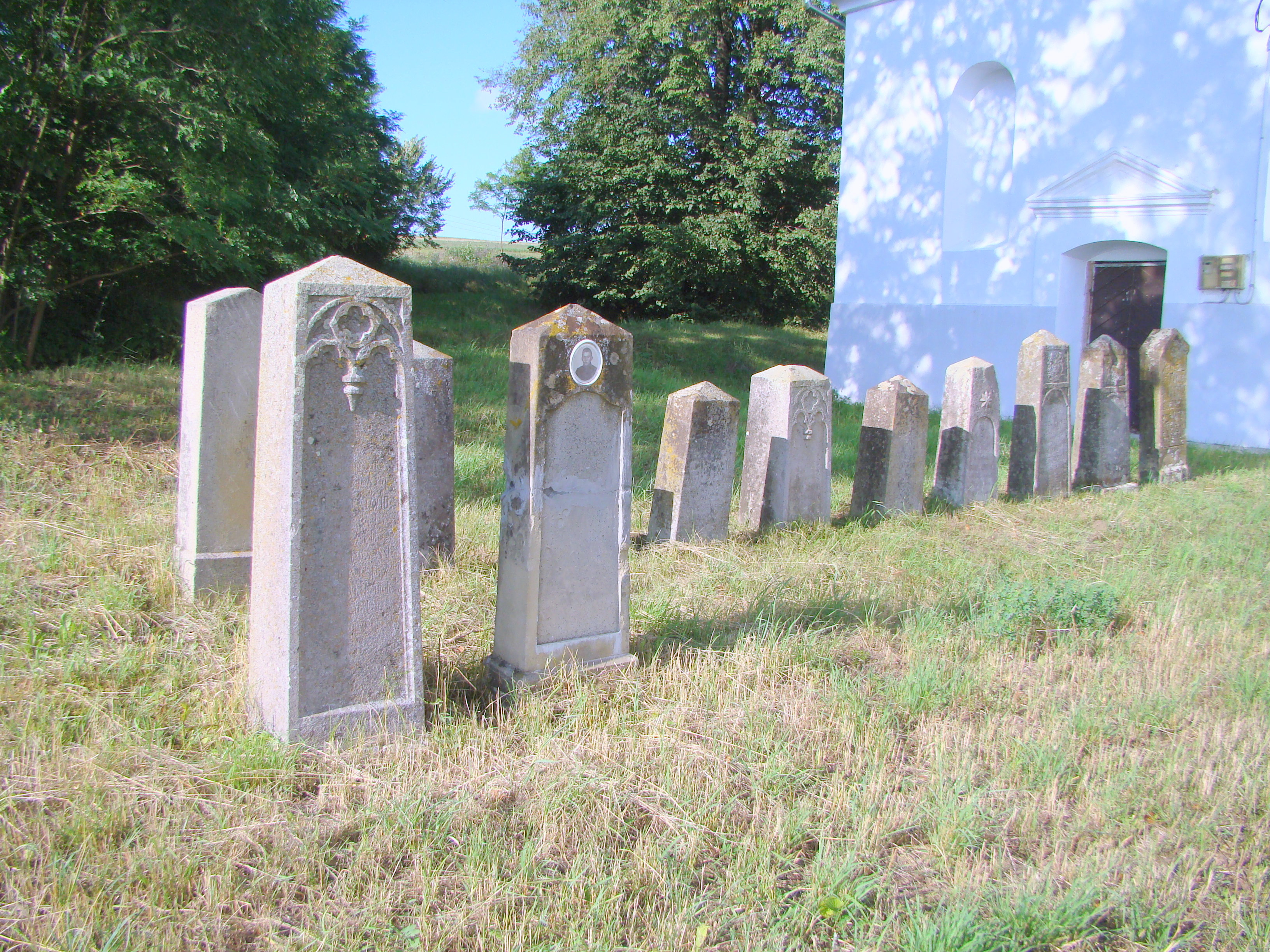
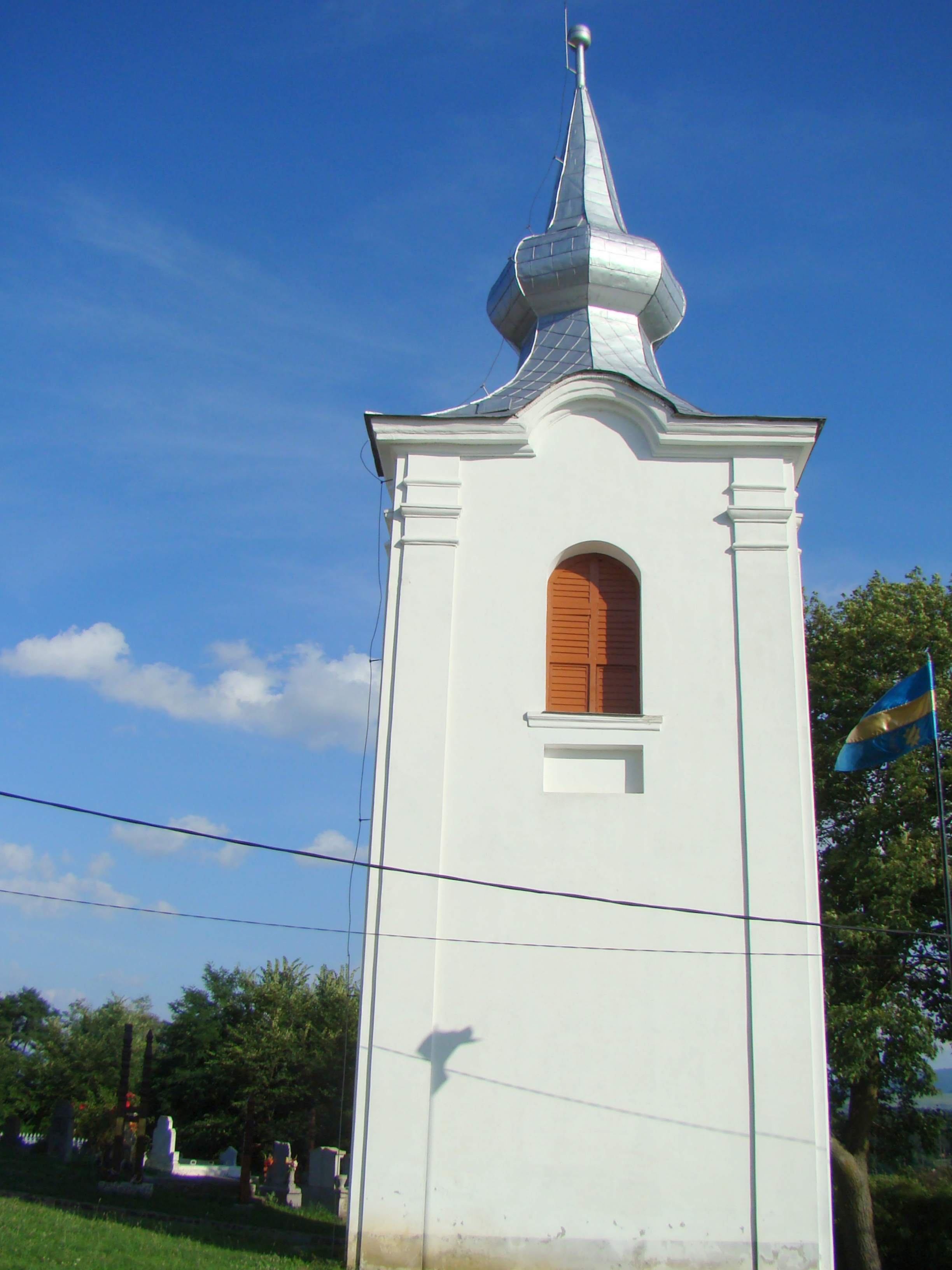
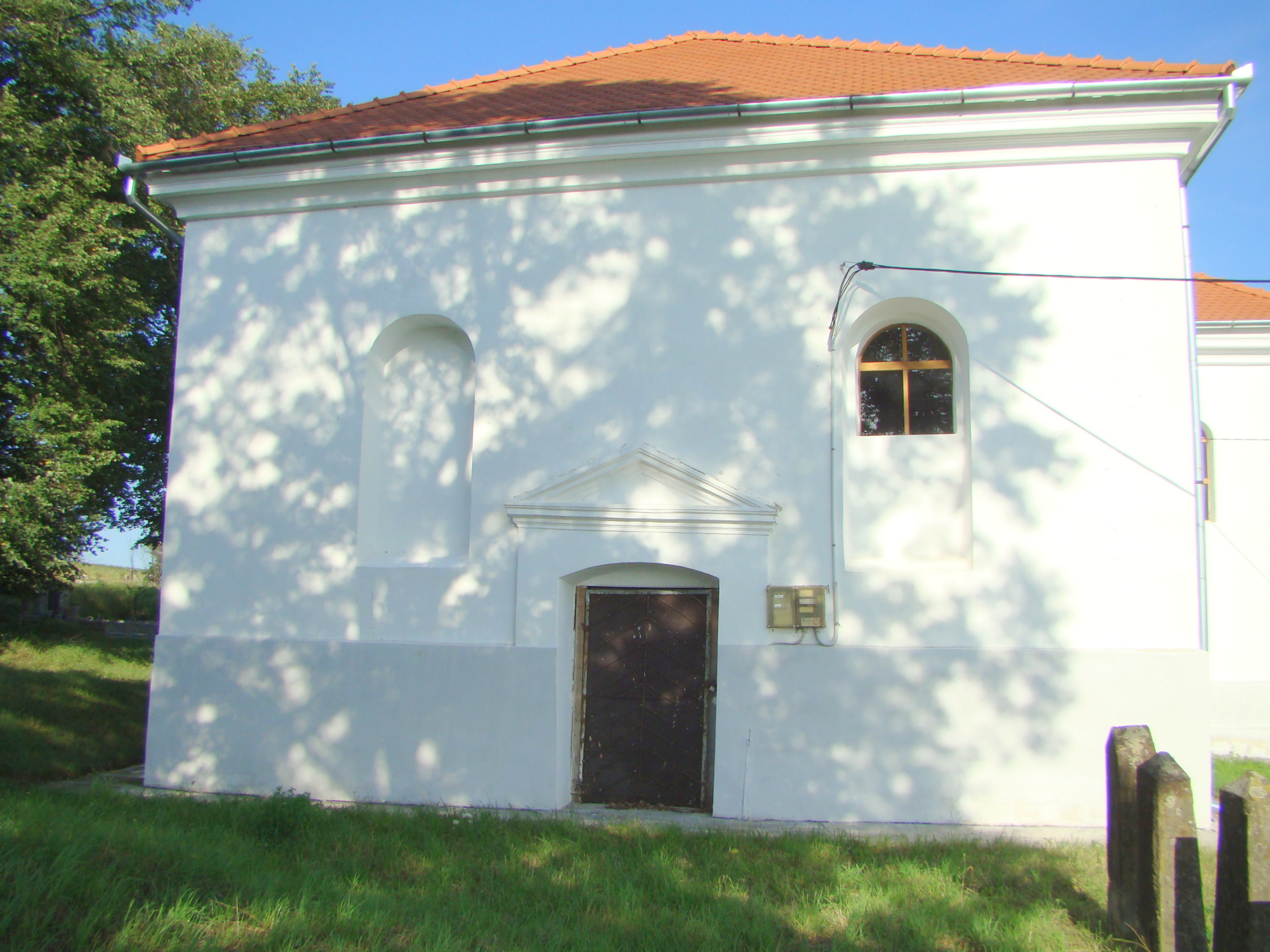
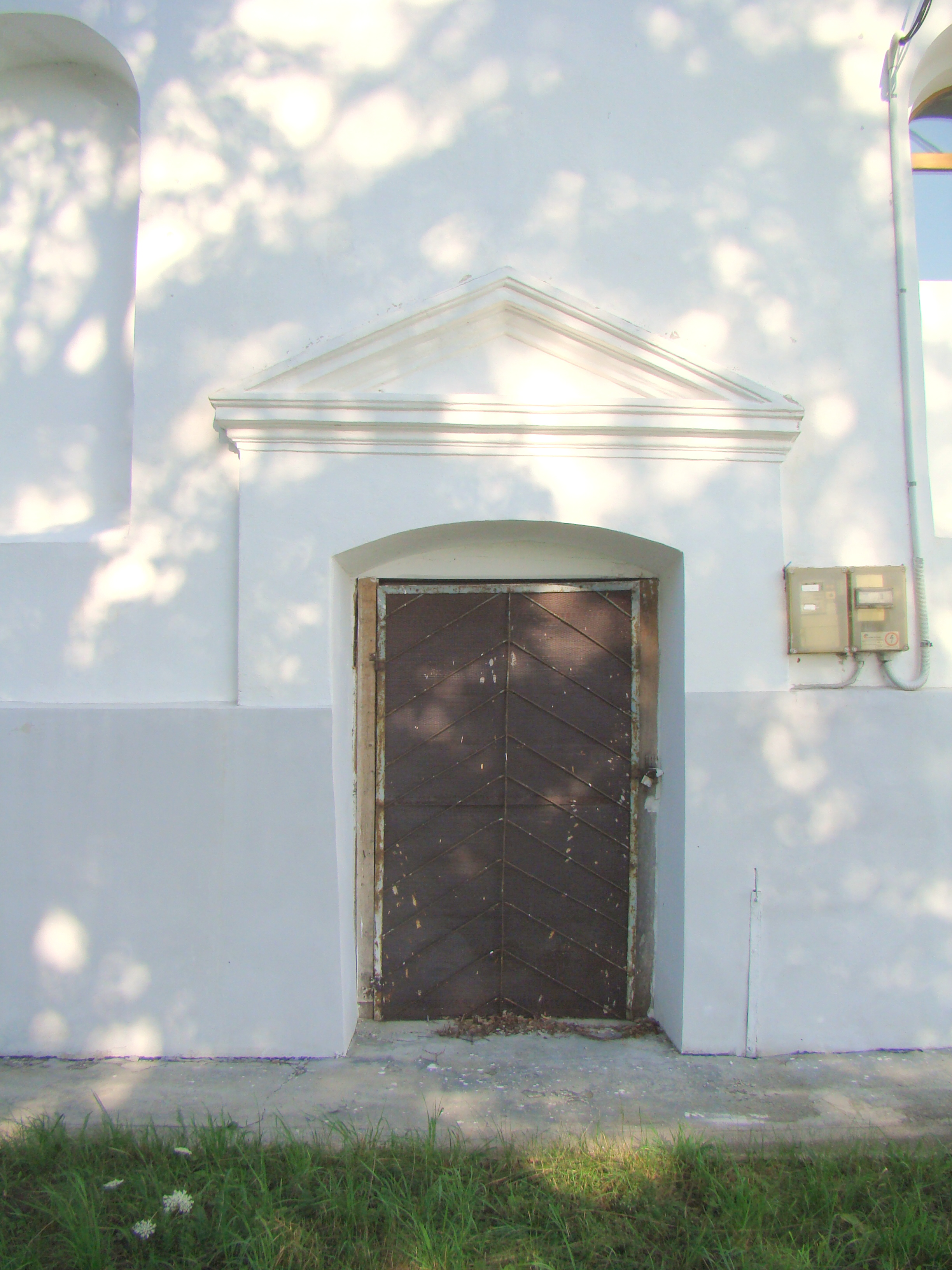
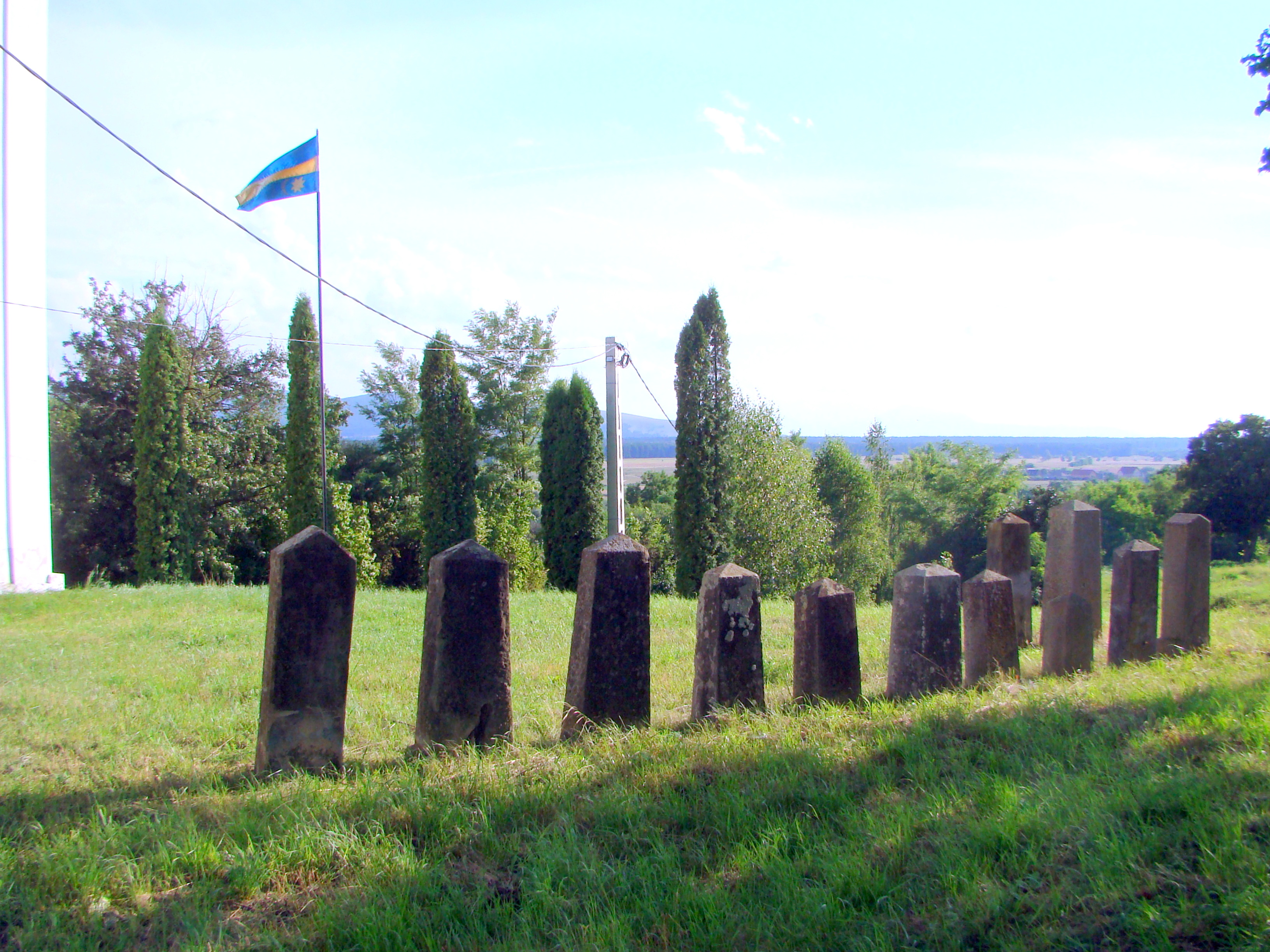
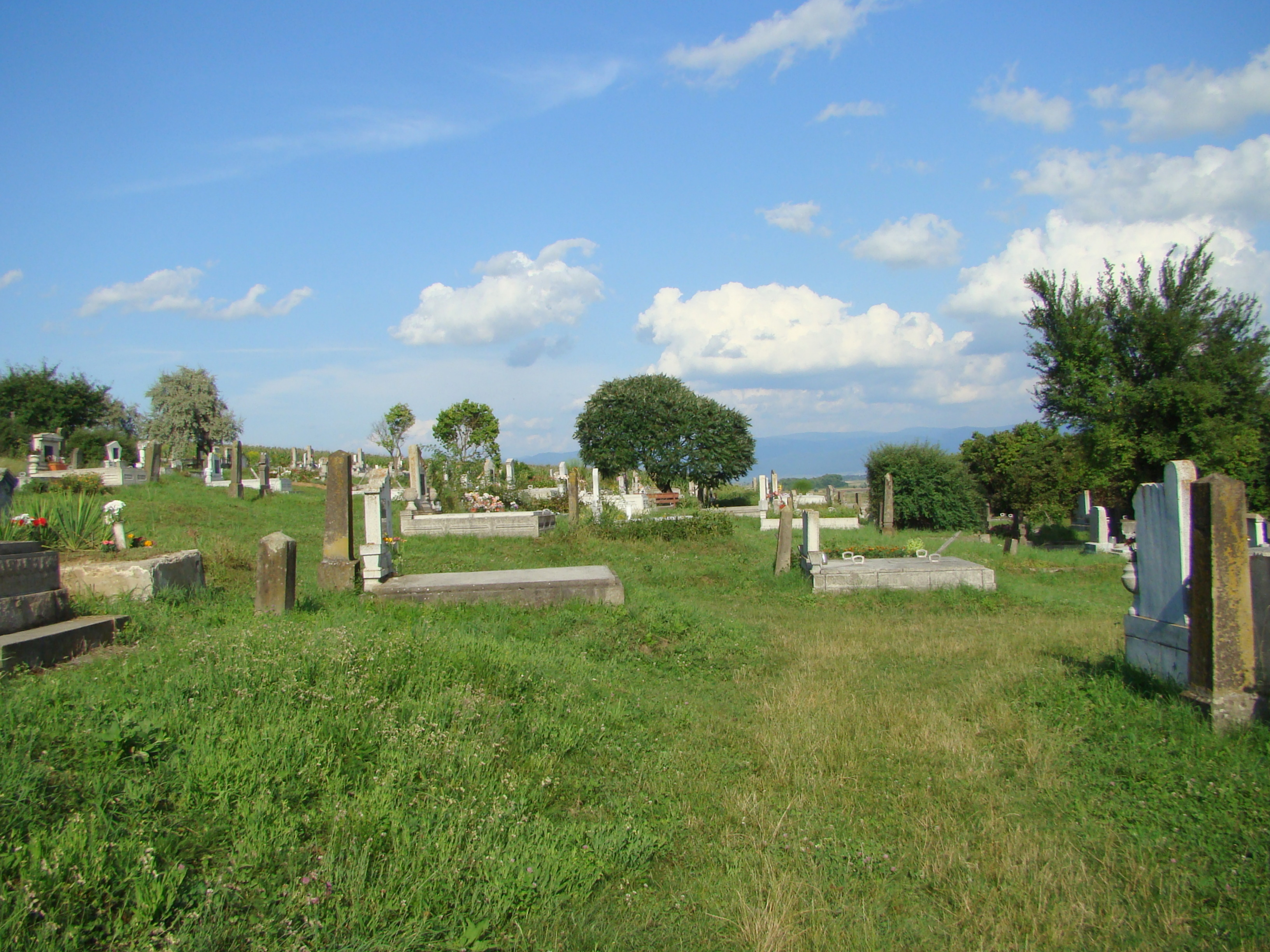
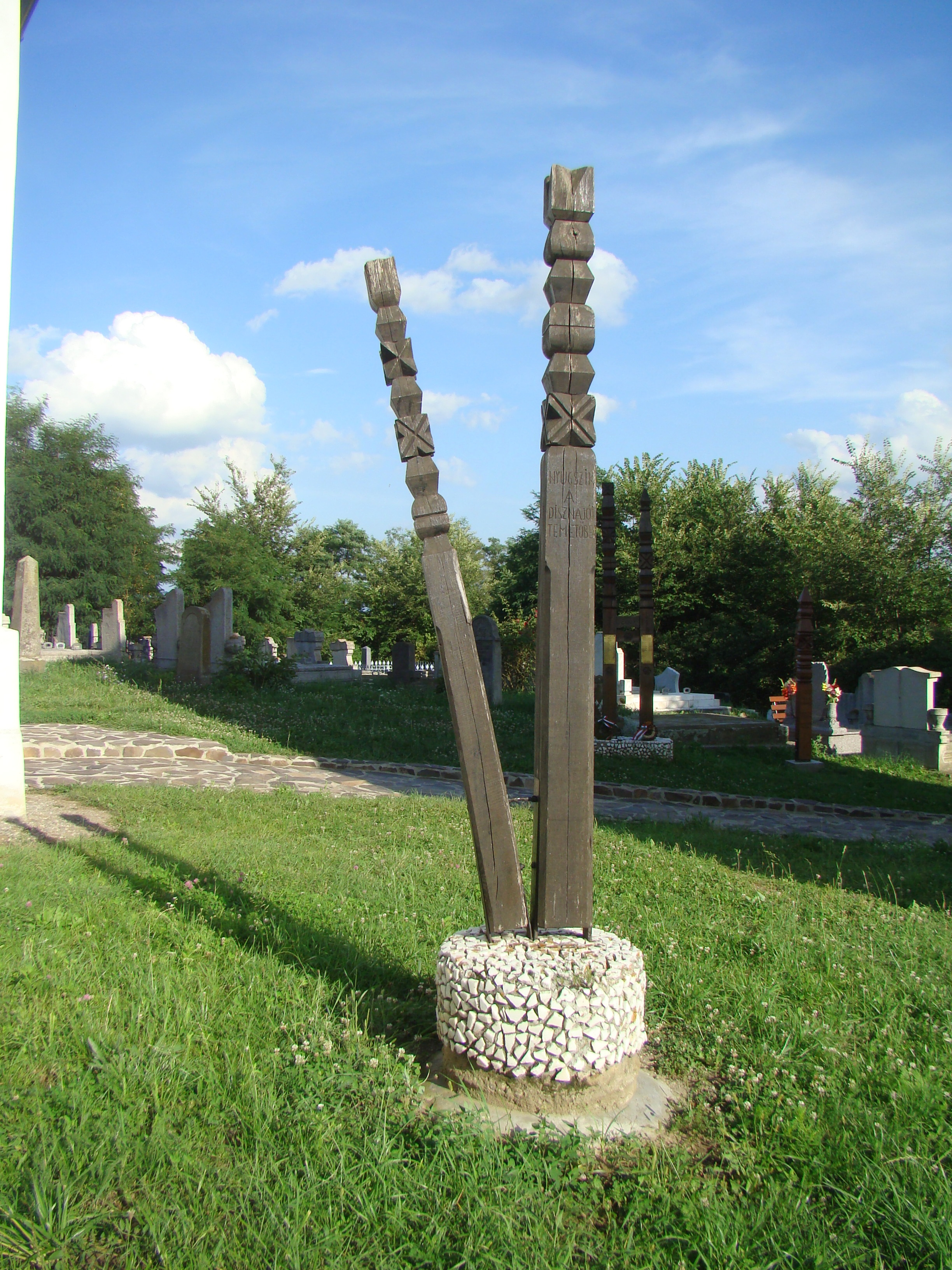
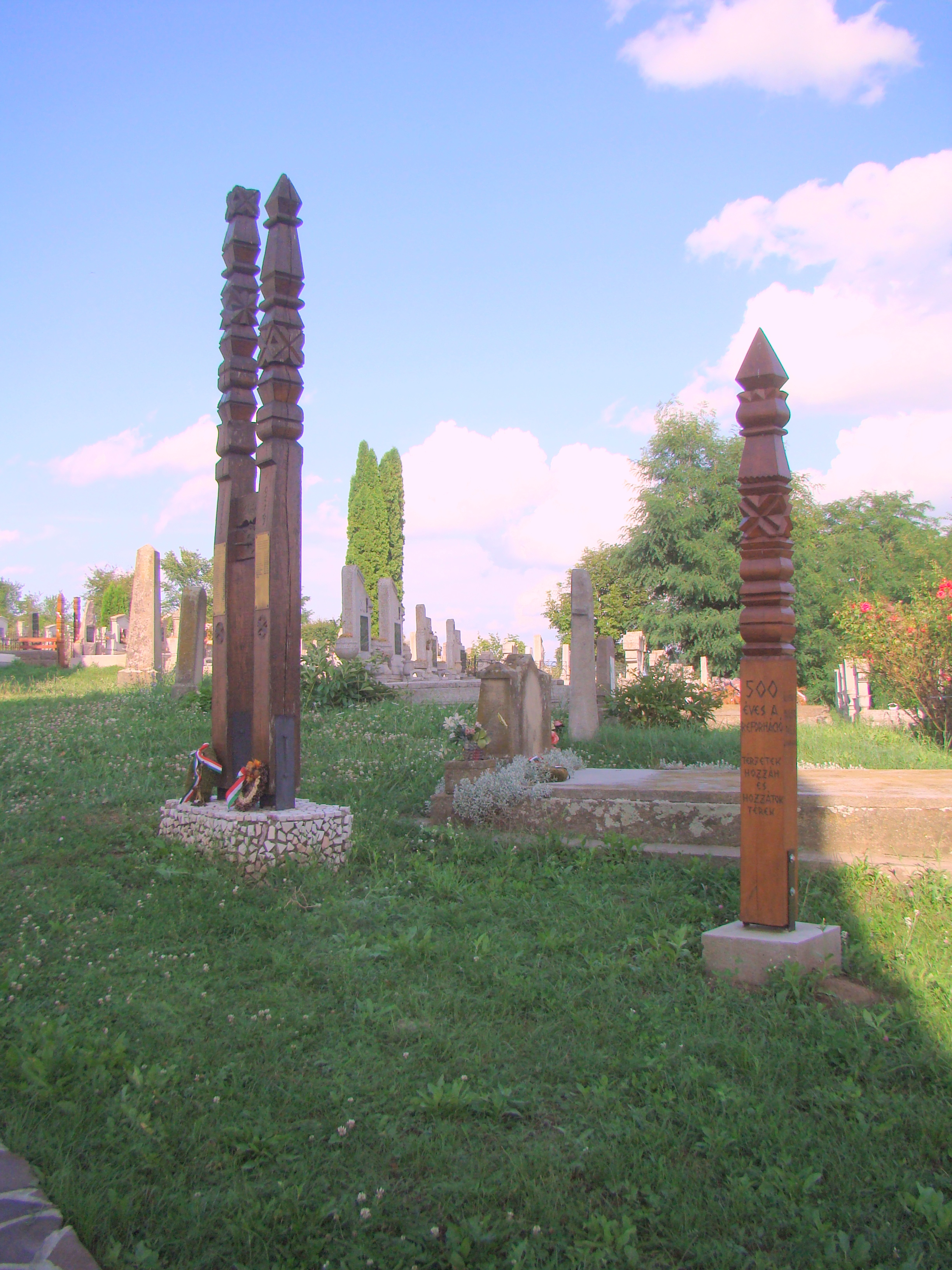
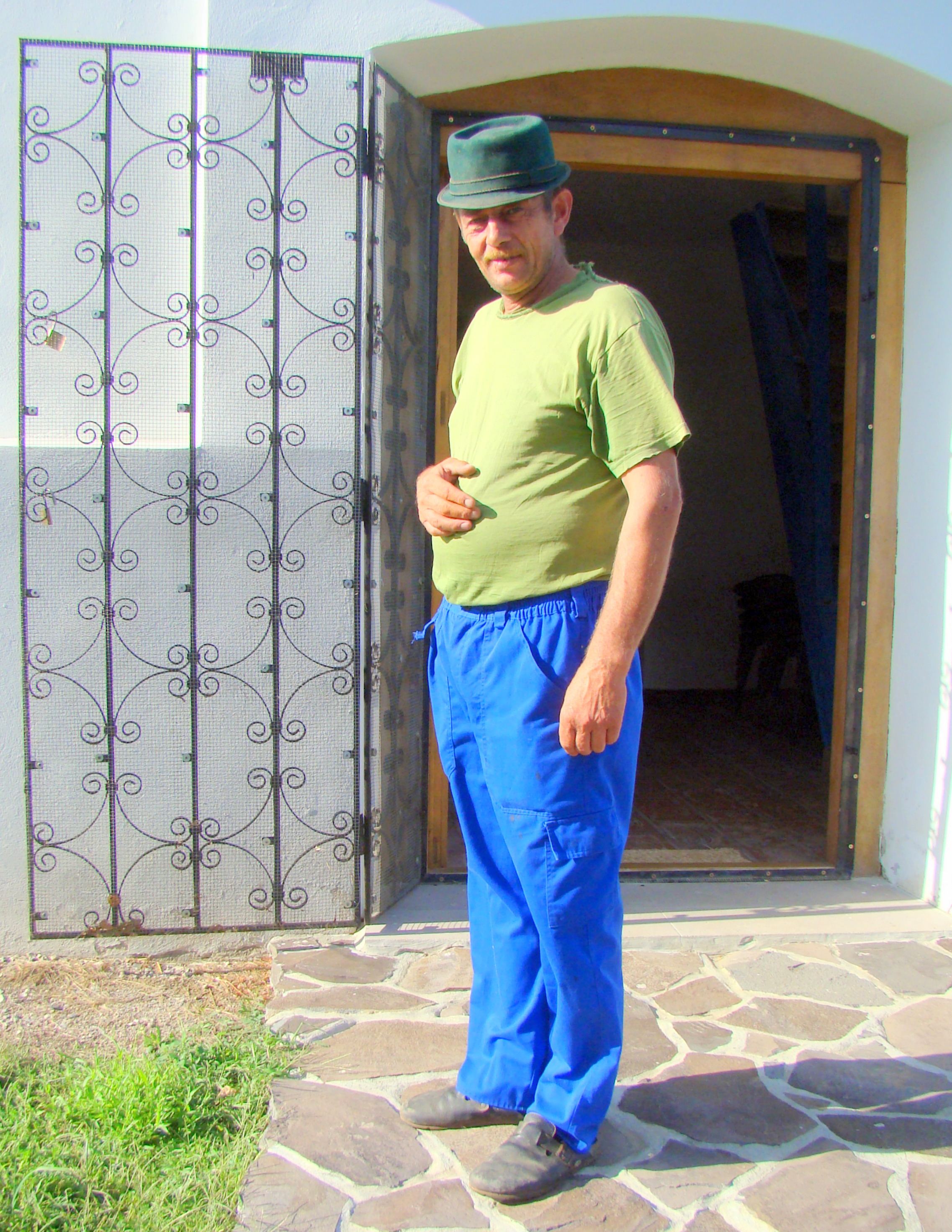
Clopotarul bisericii reformate din satul Reci: Dobri Zsolt
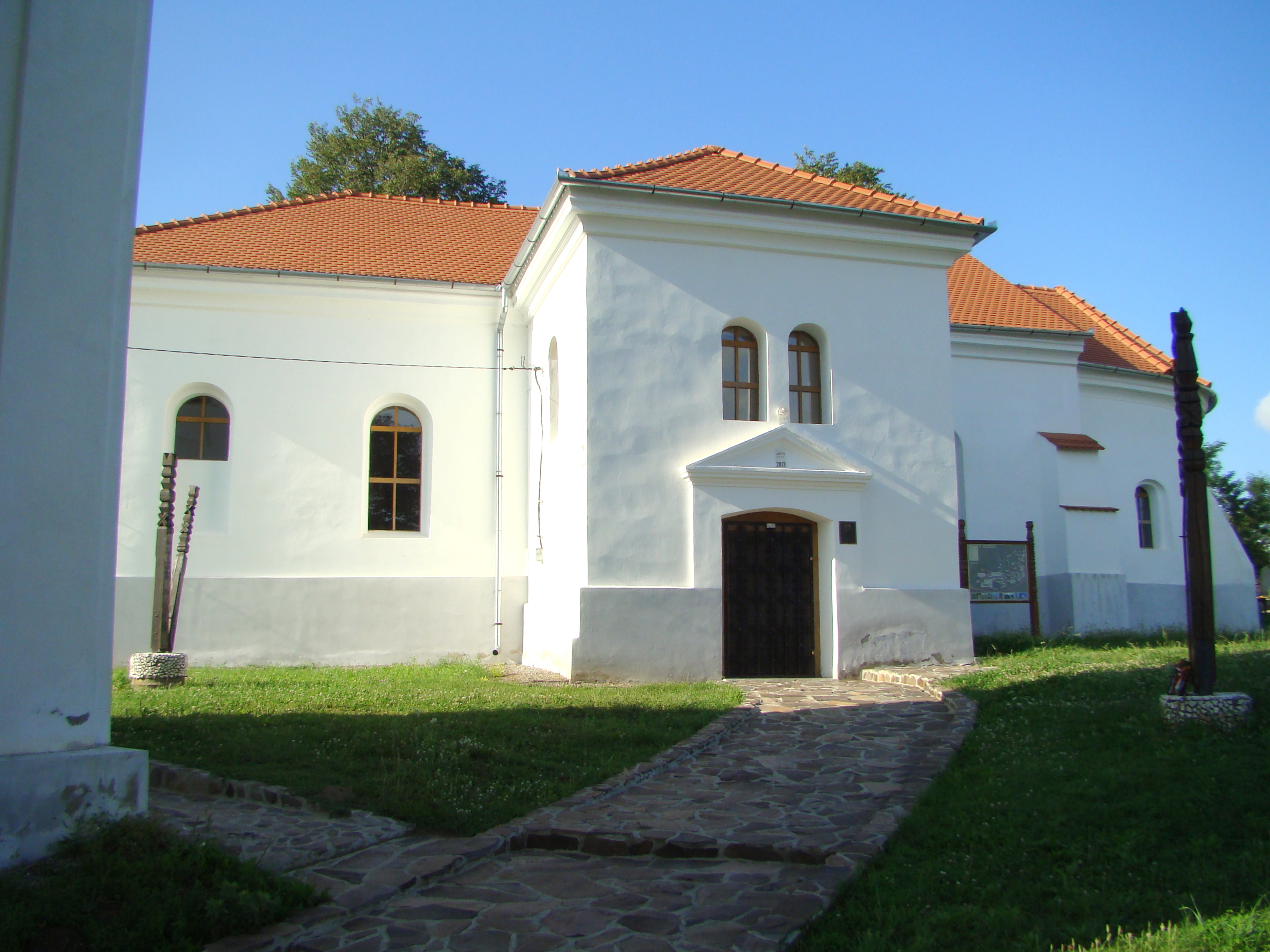
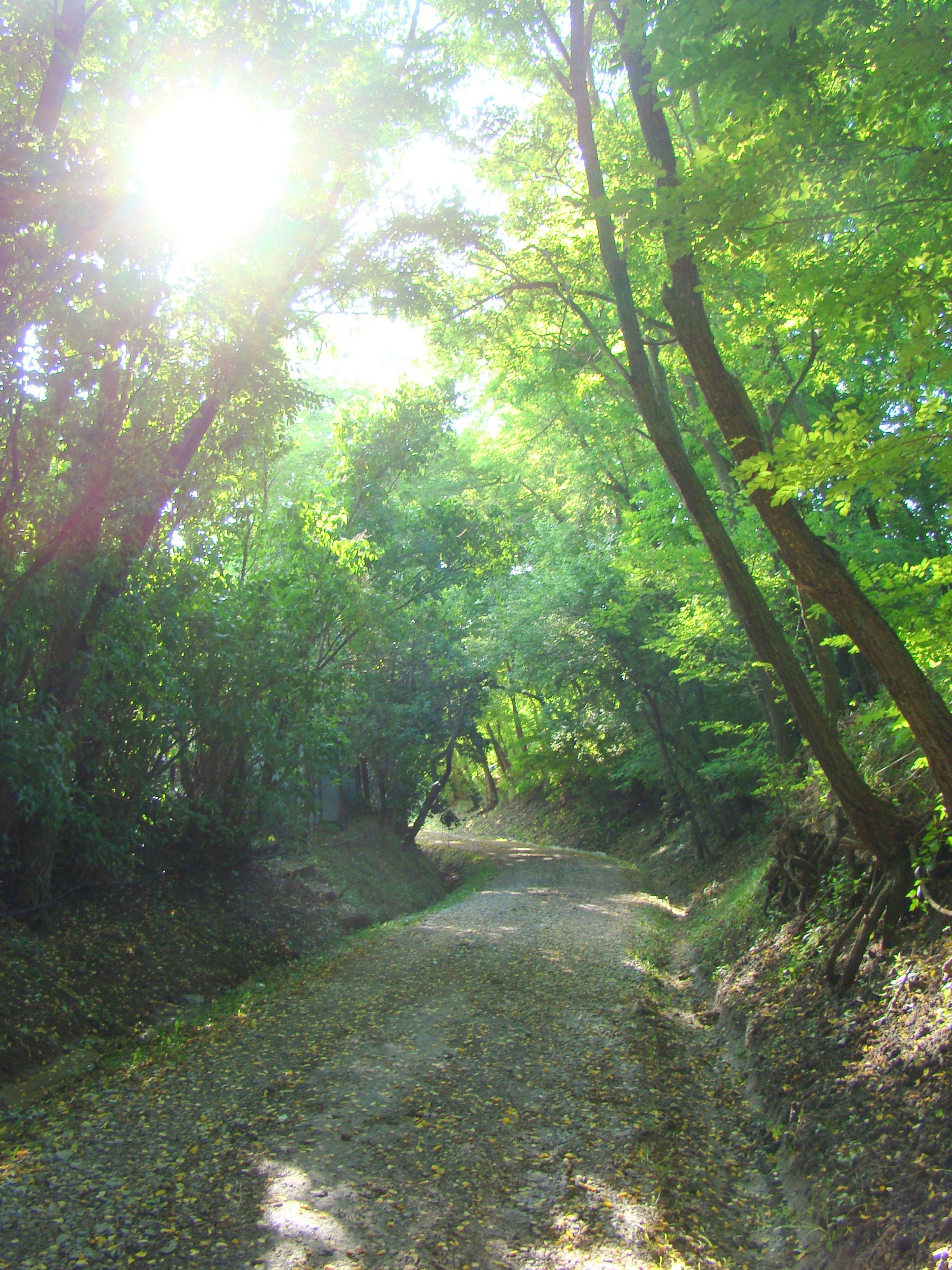
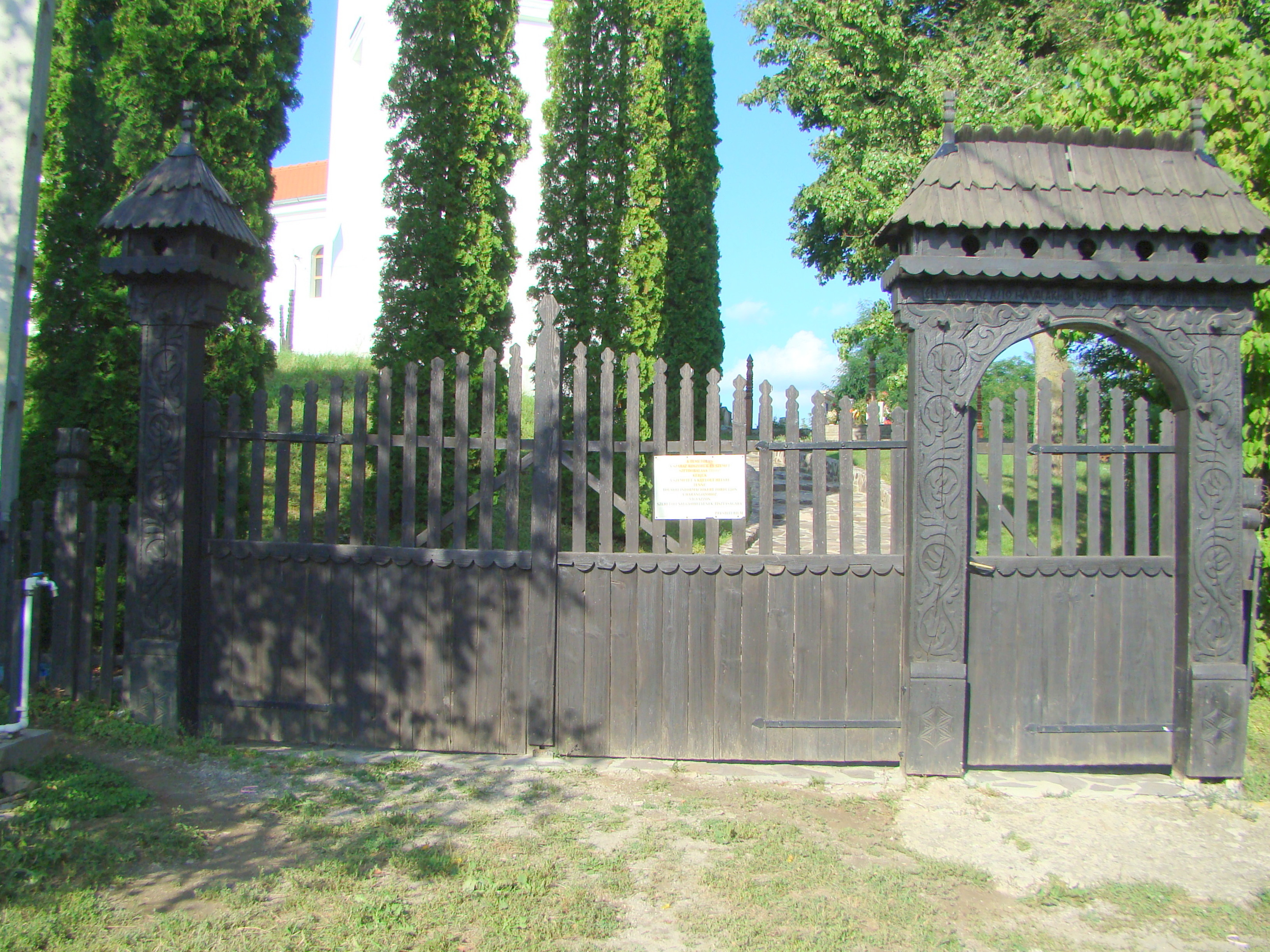

## Imagini din interior

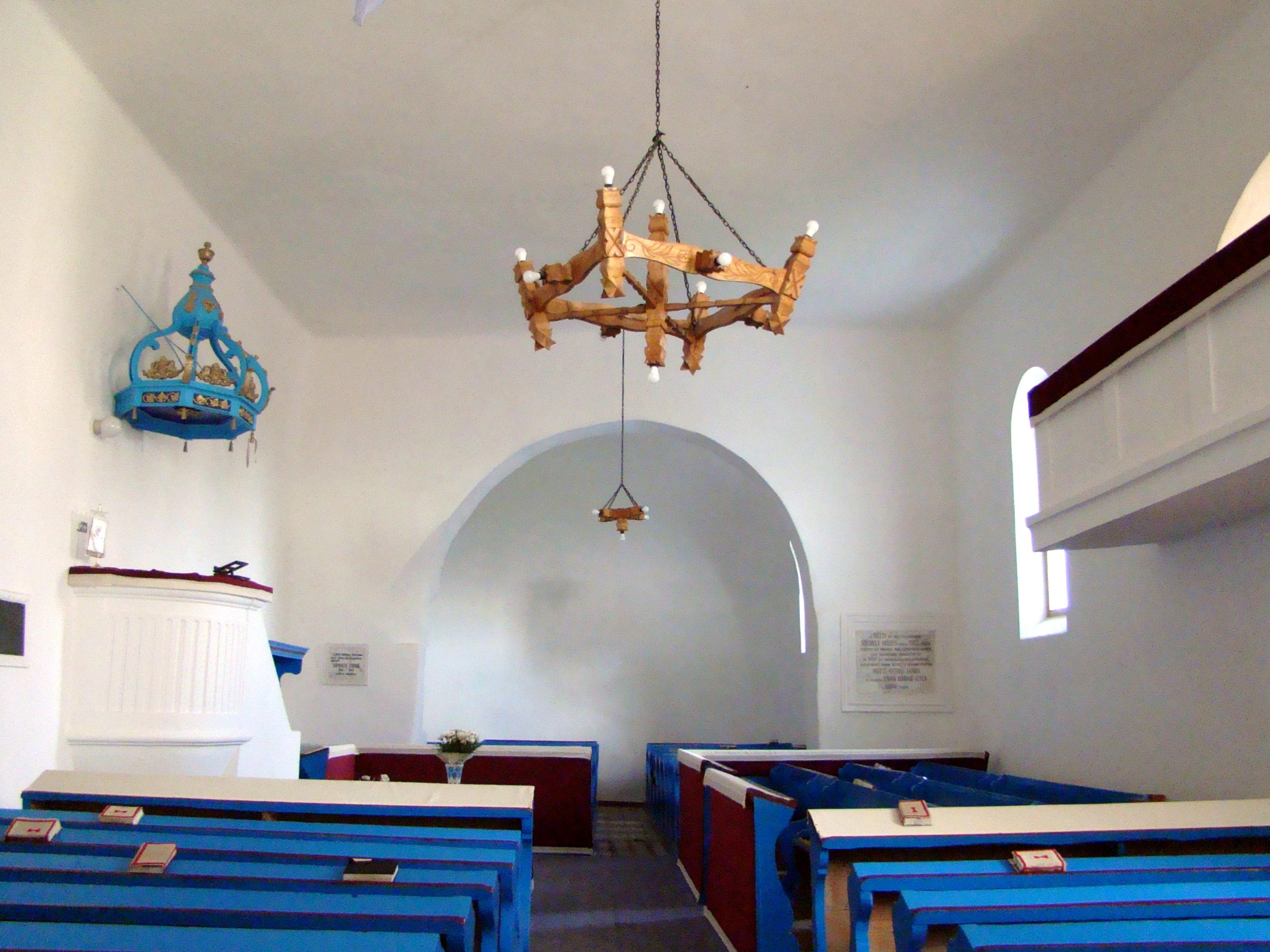
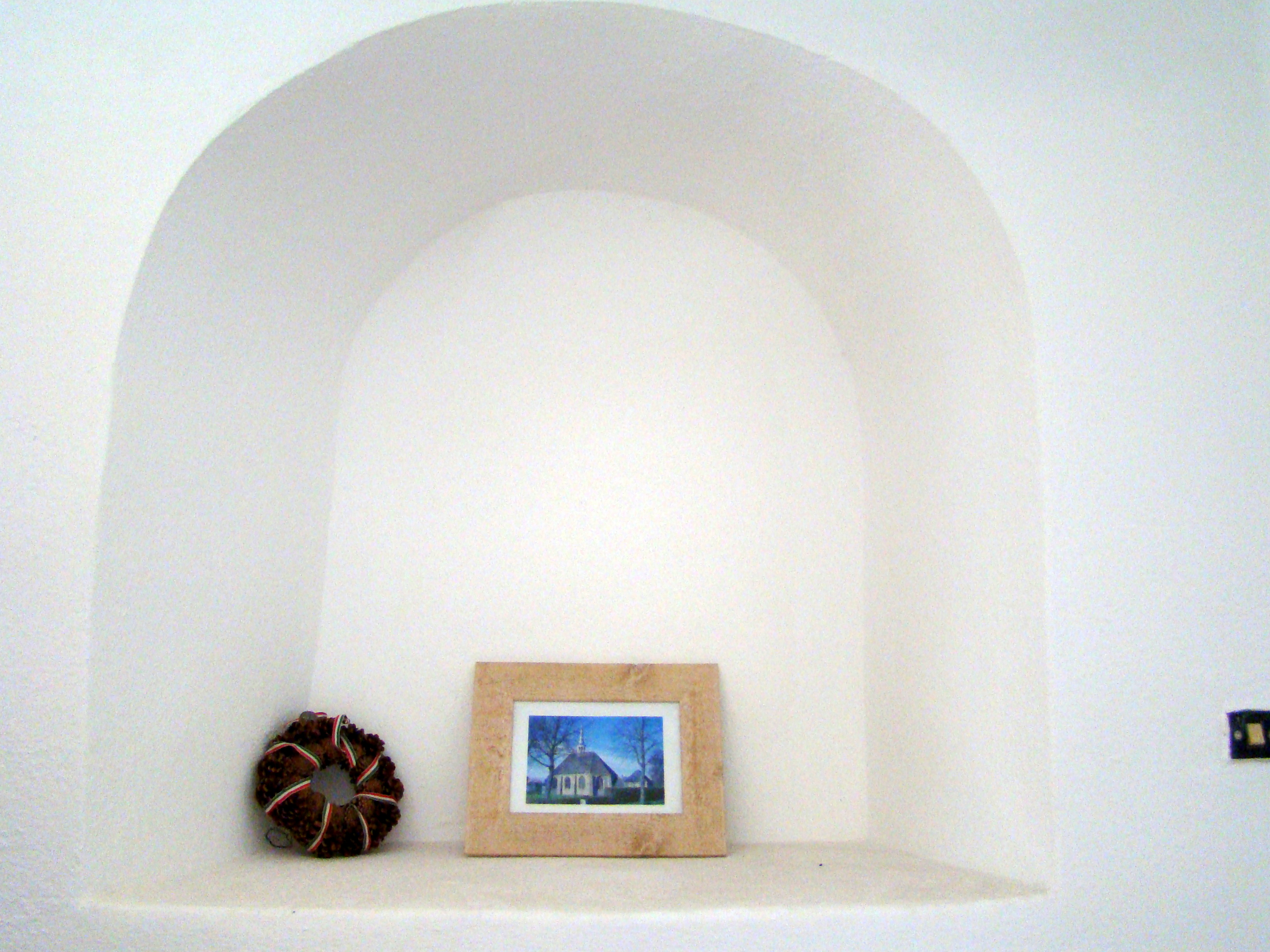
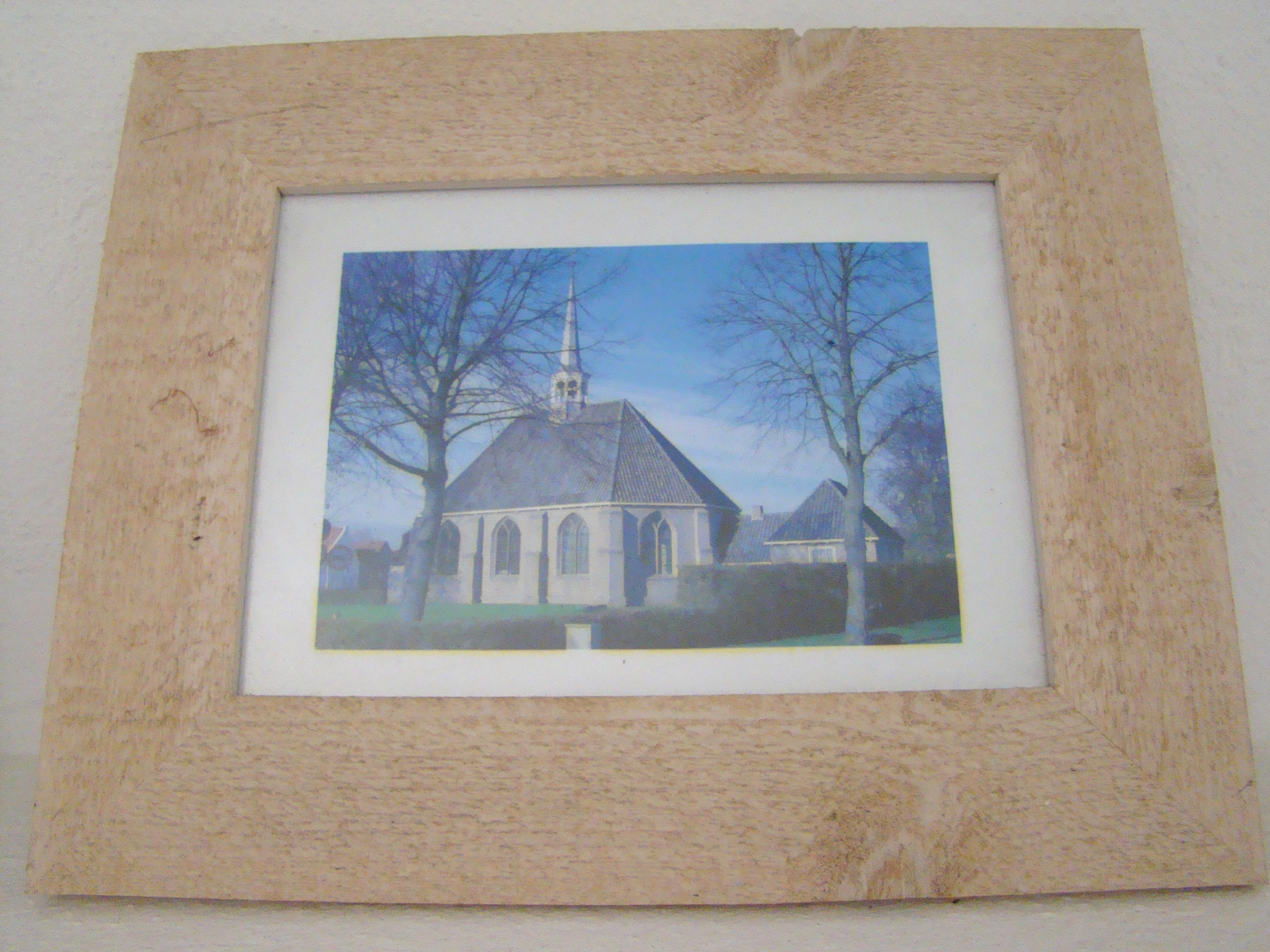
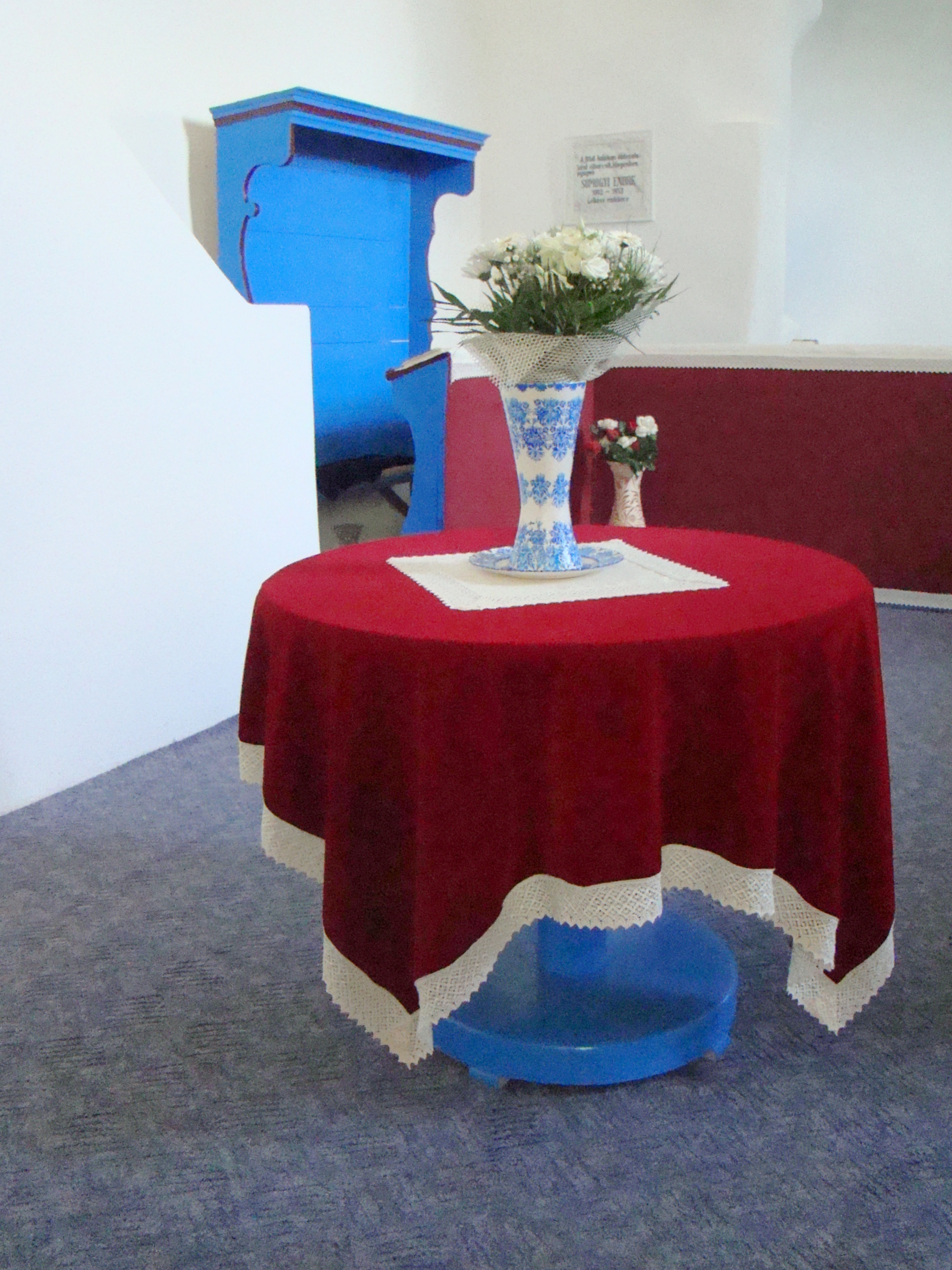
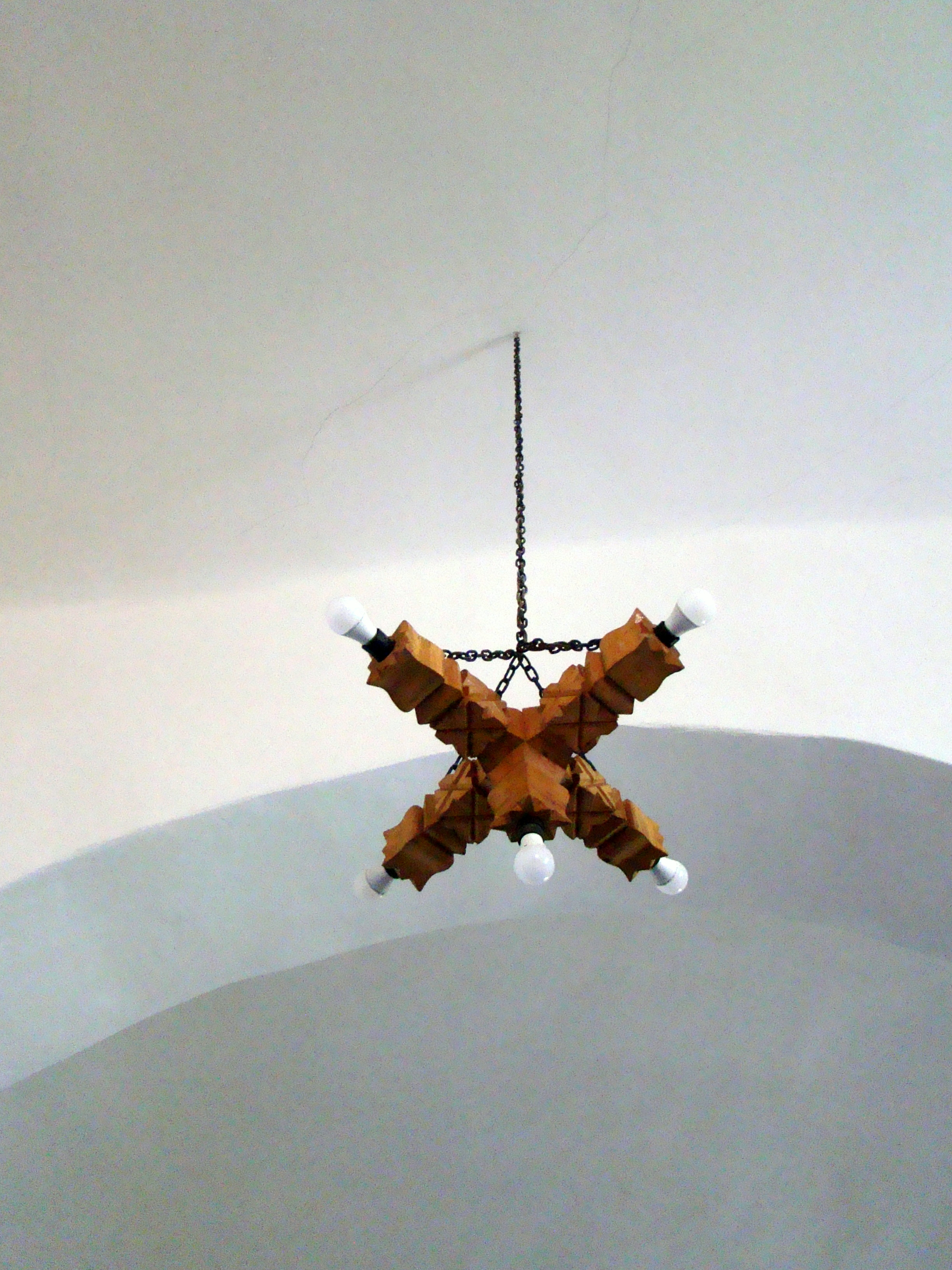
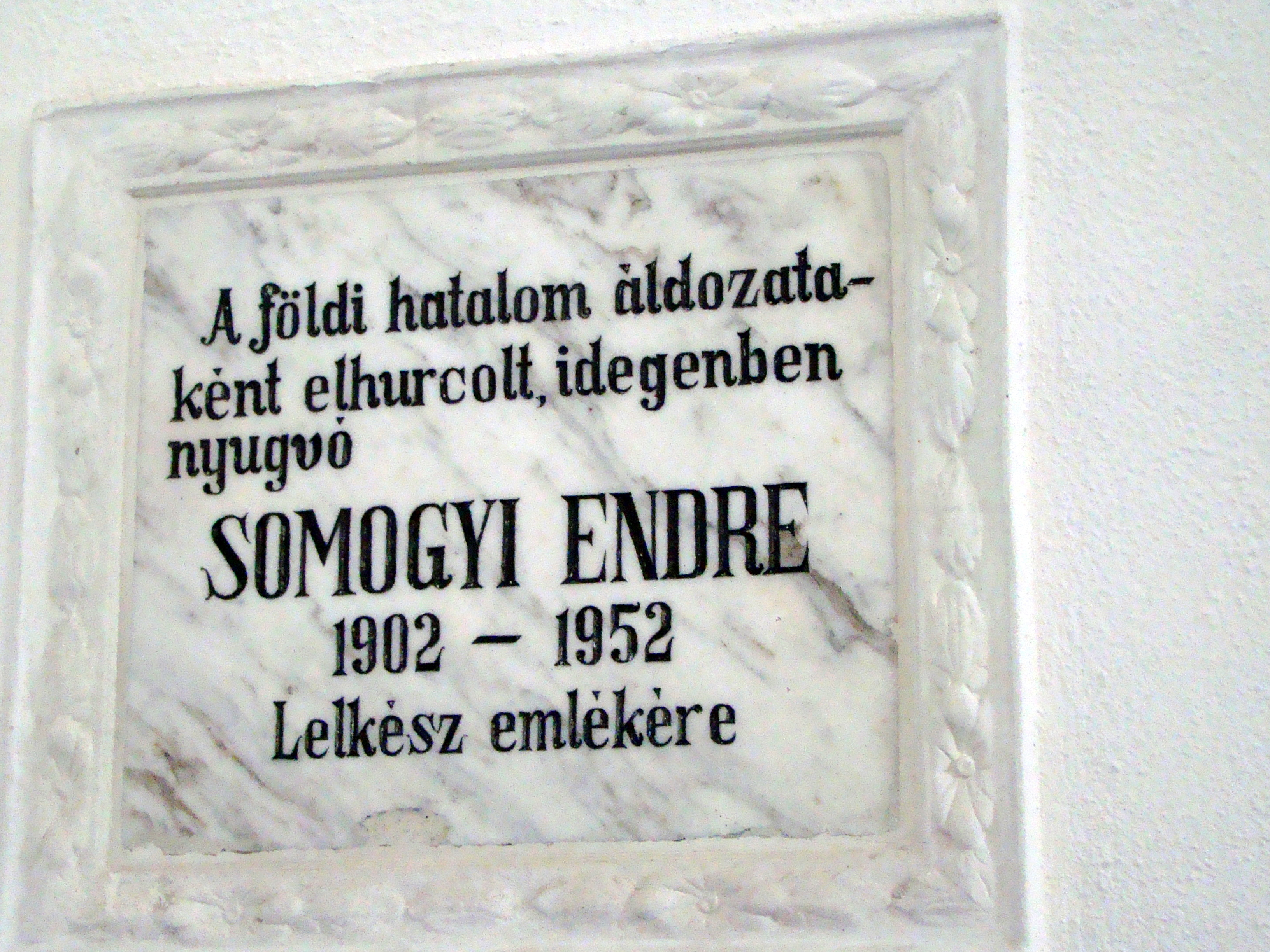
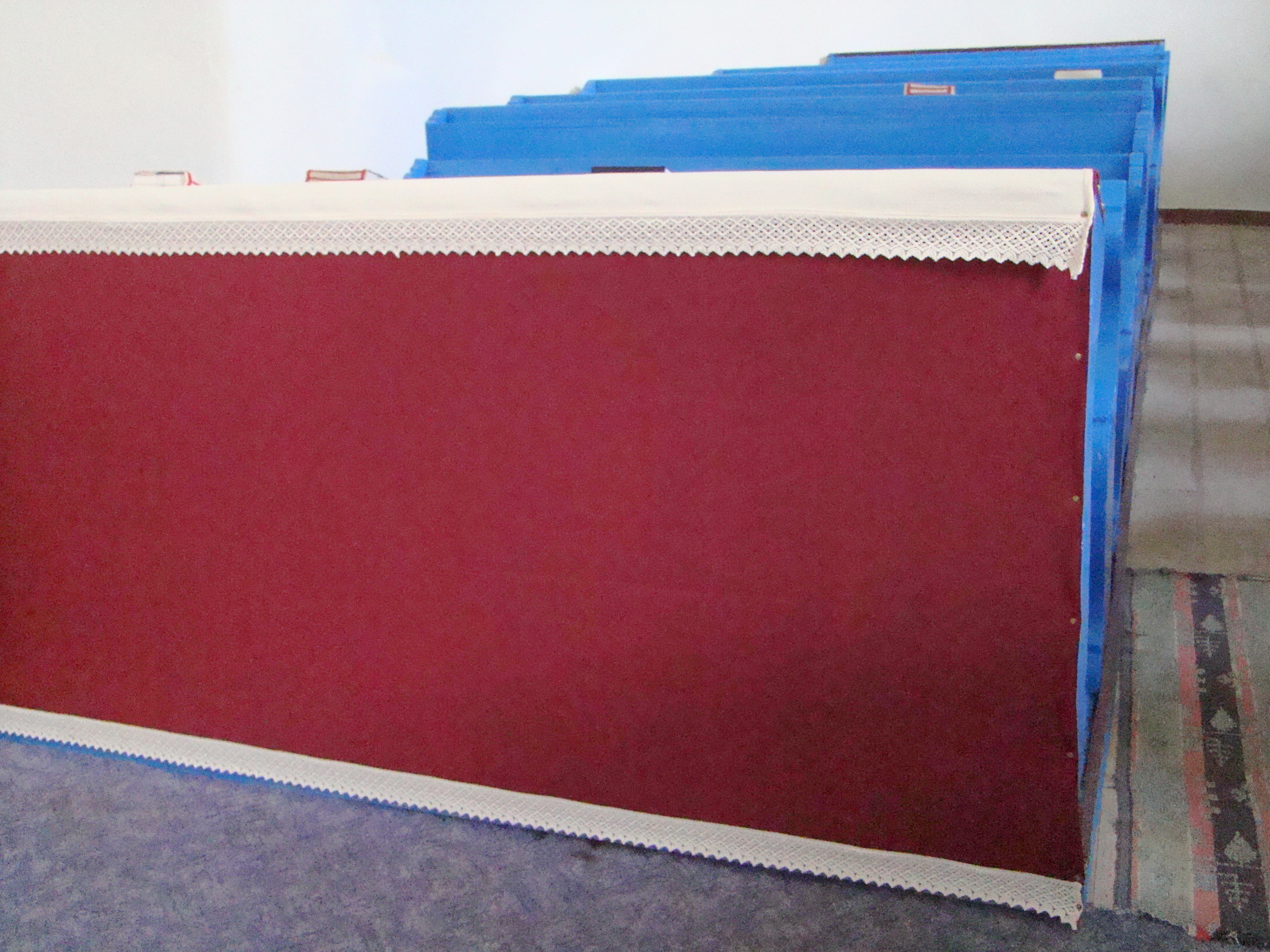
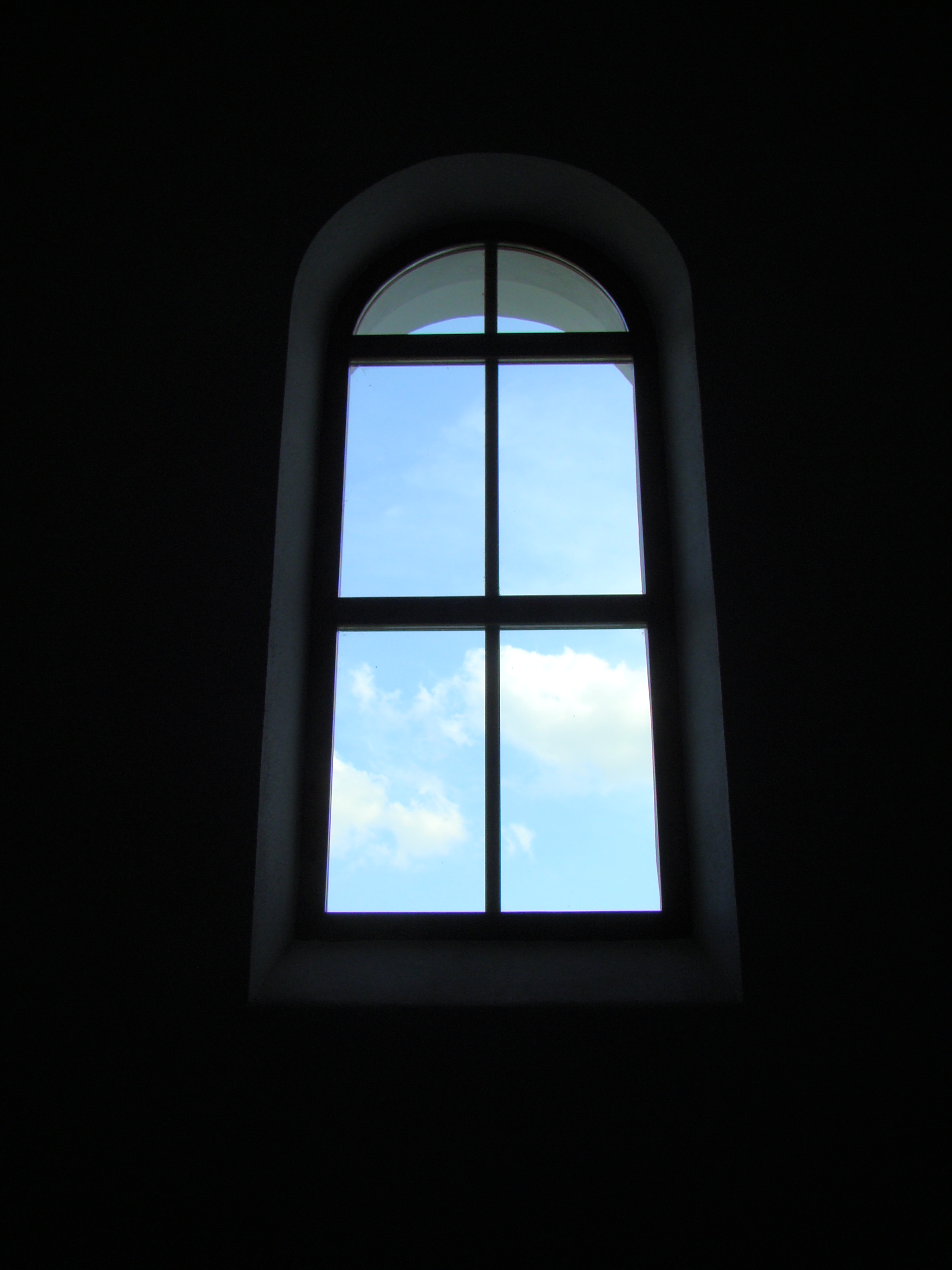
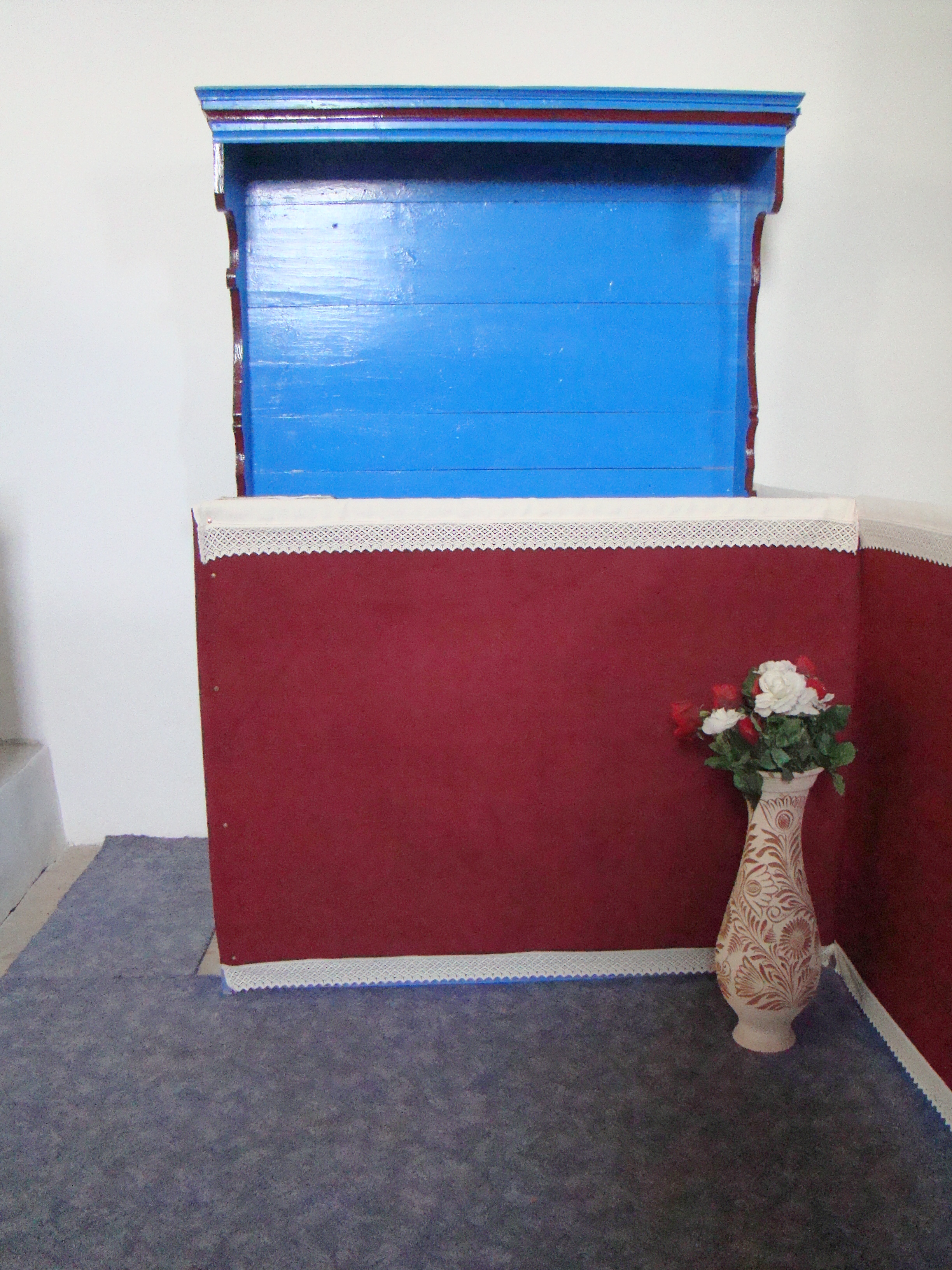
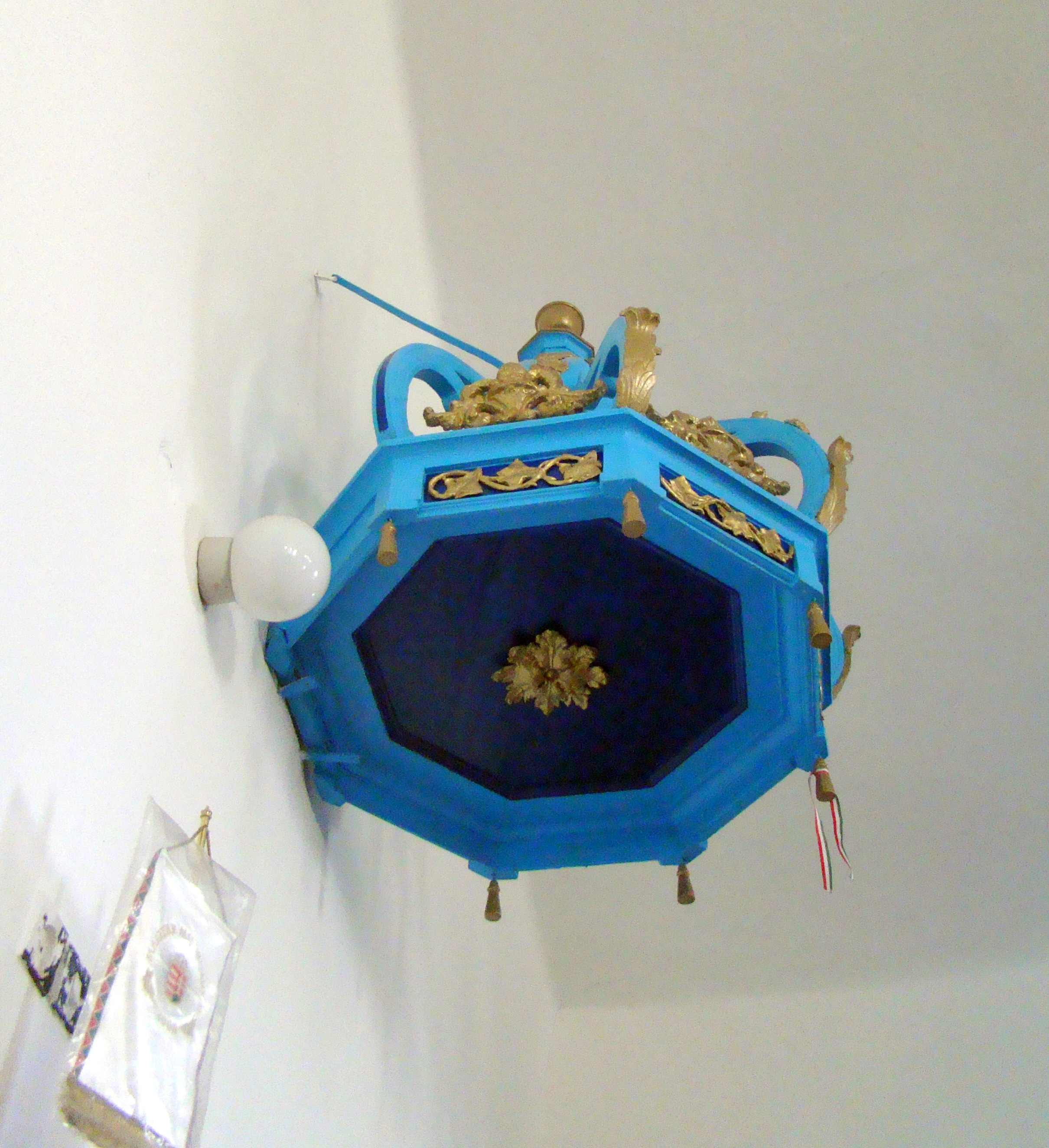
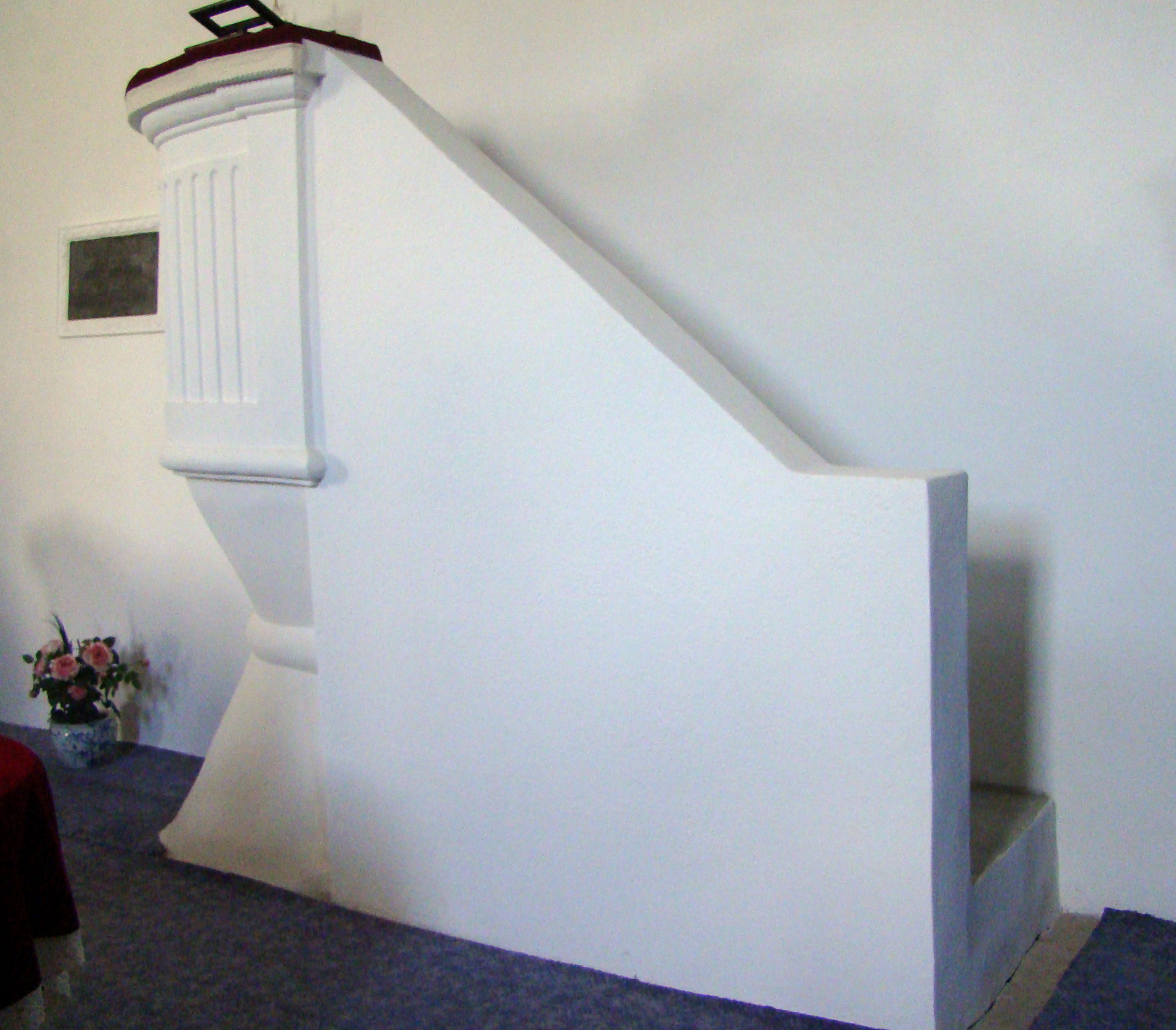
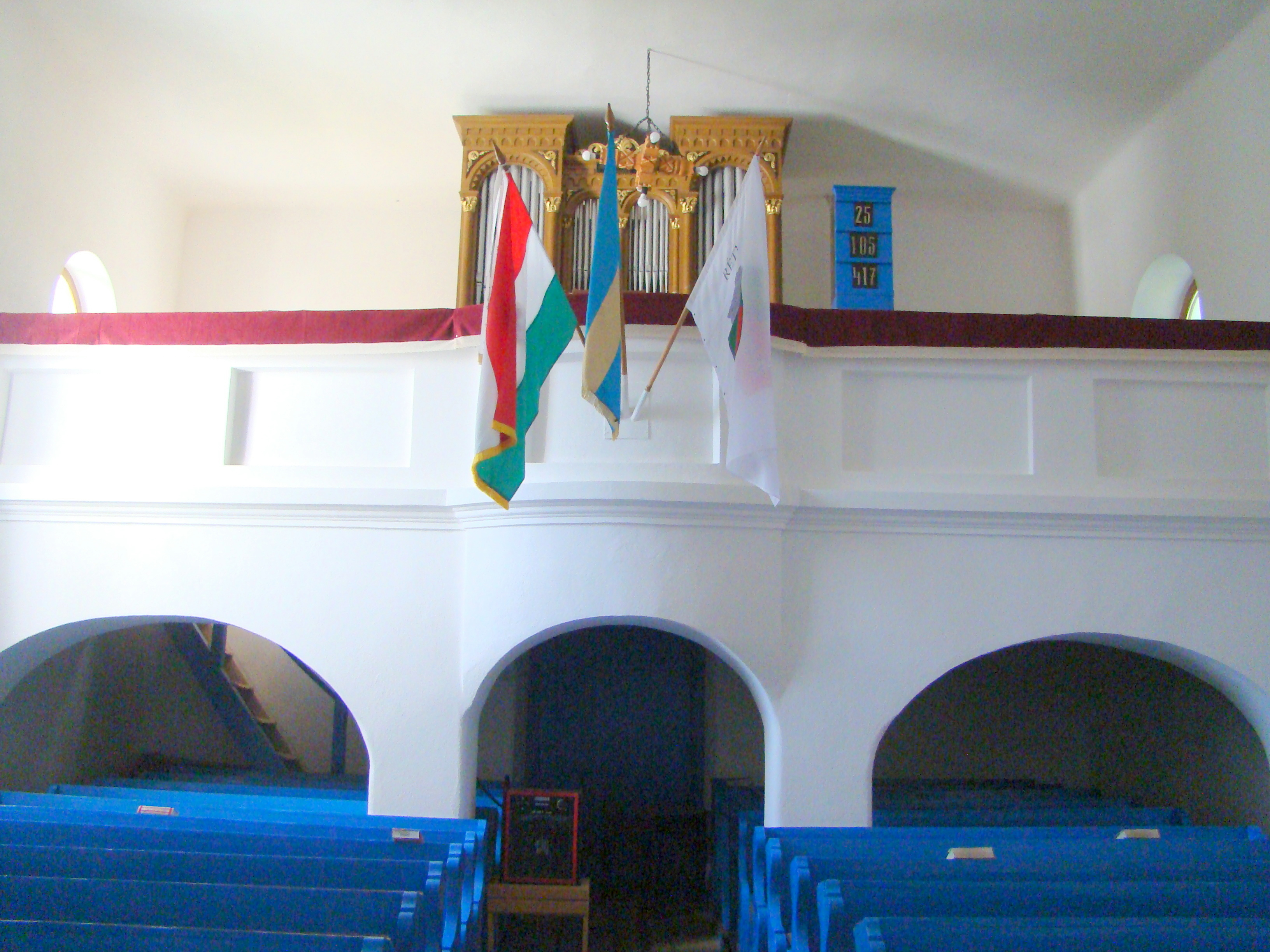
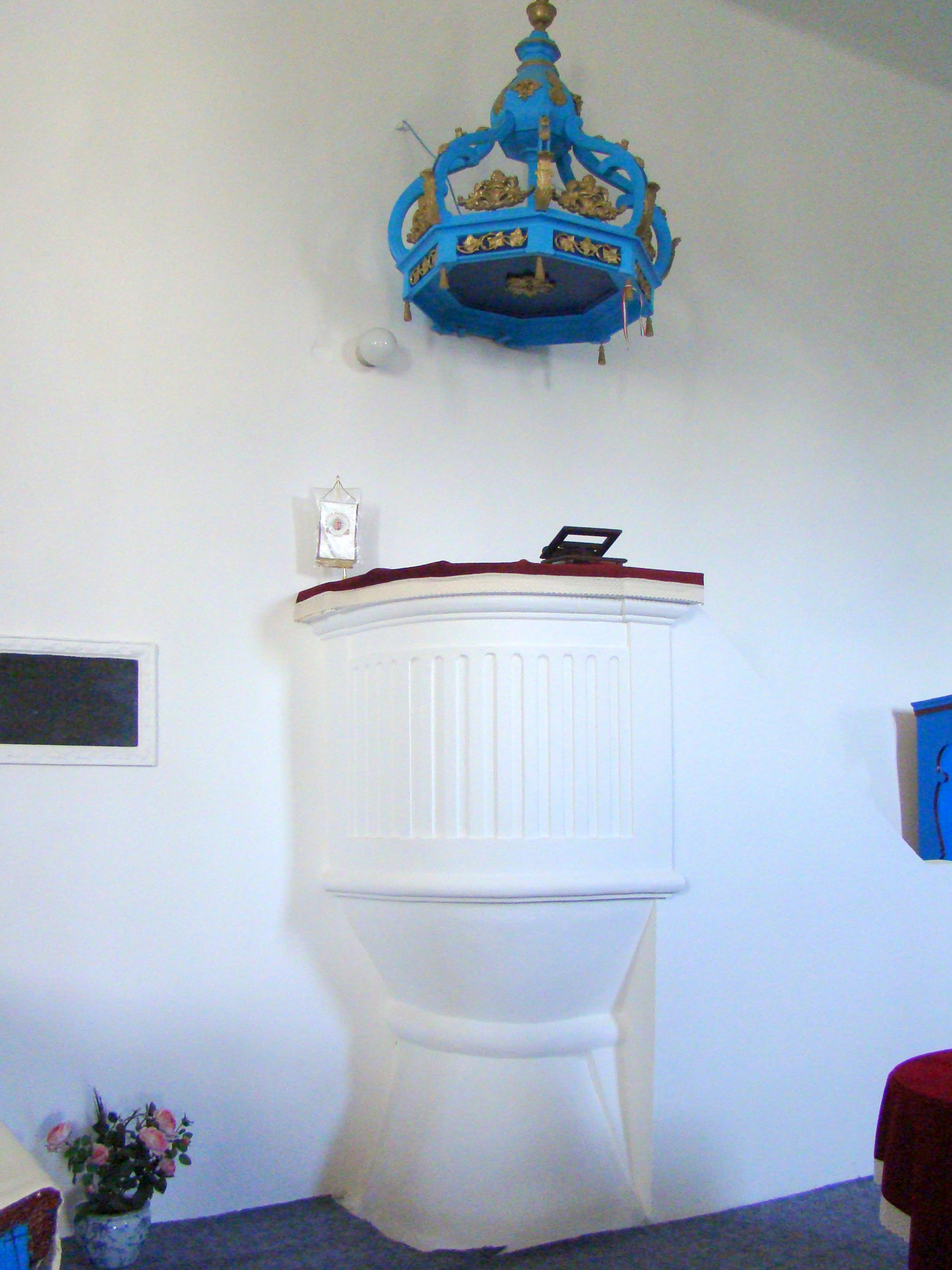
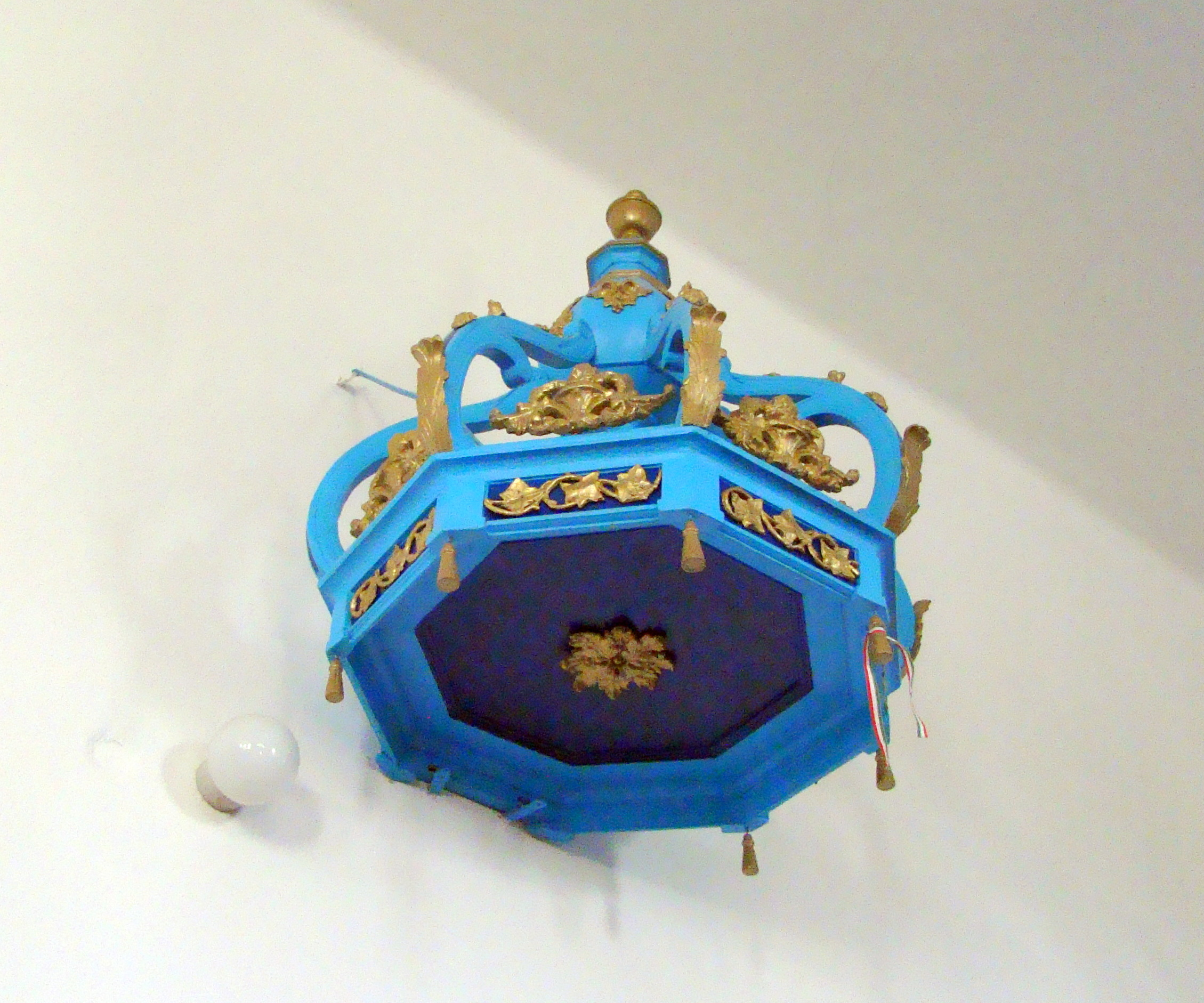
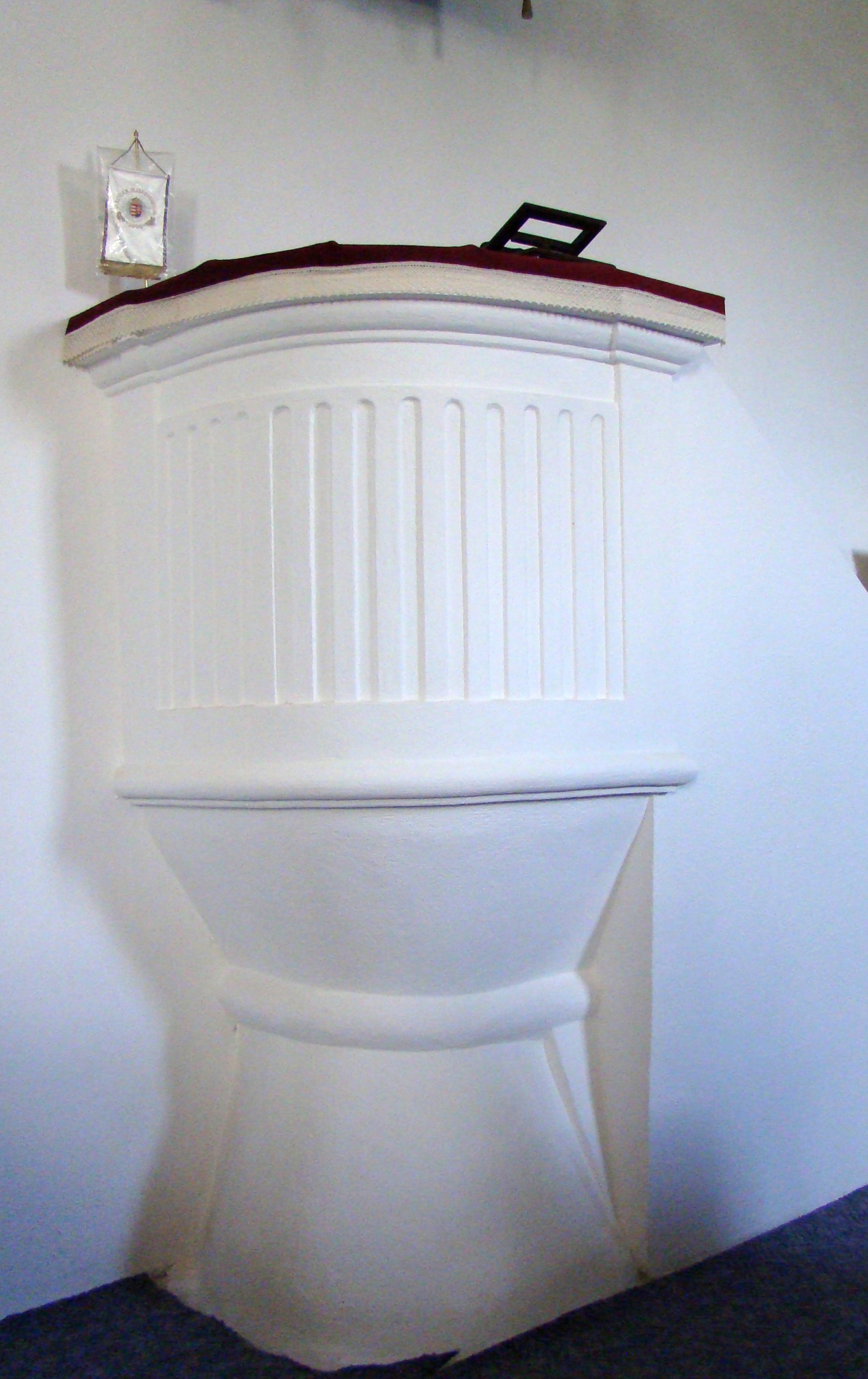
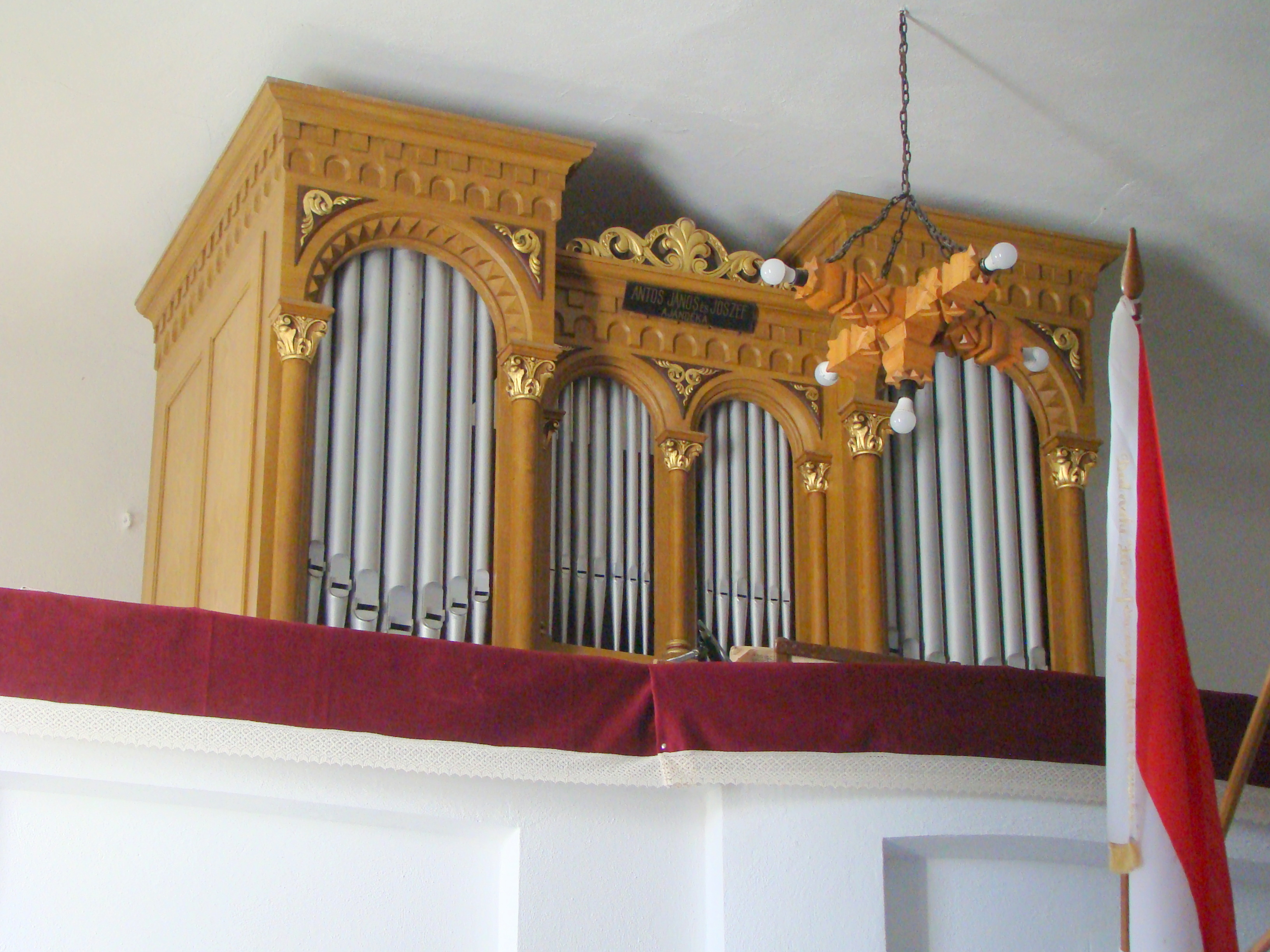
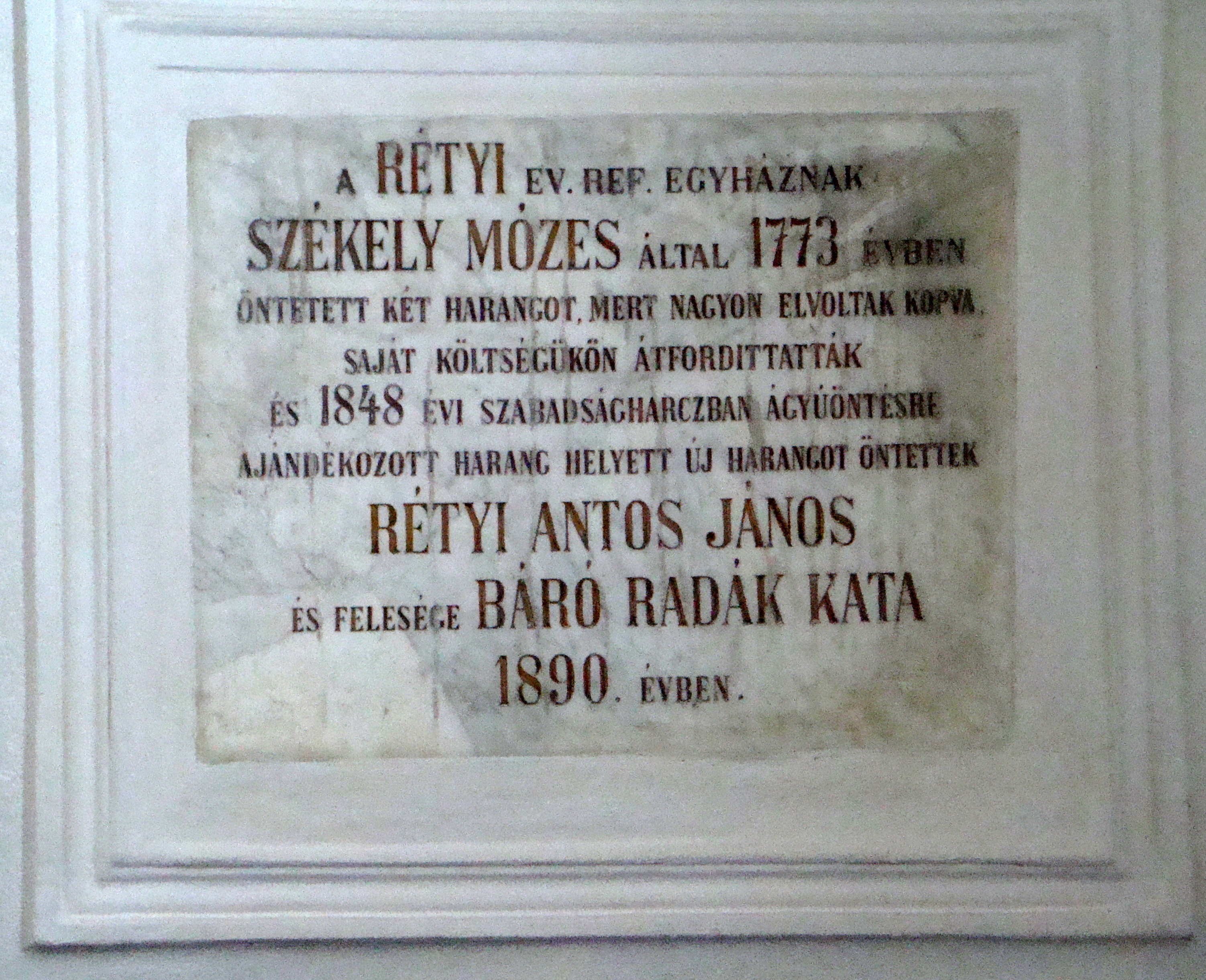
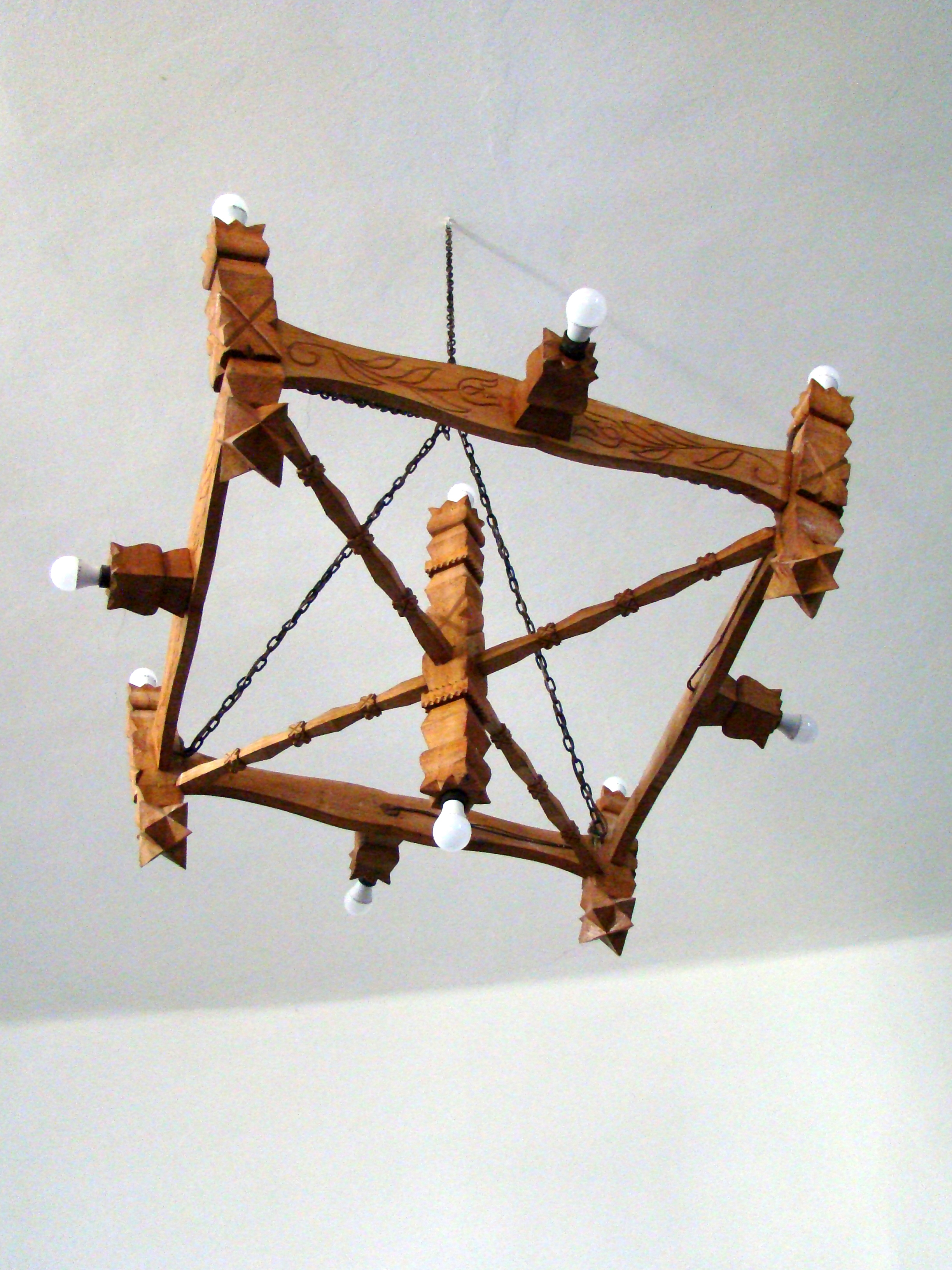
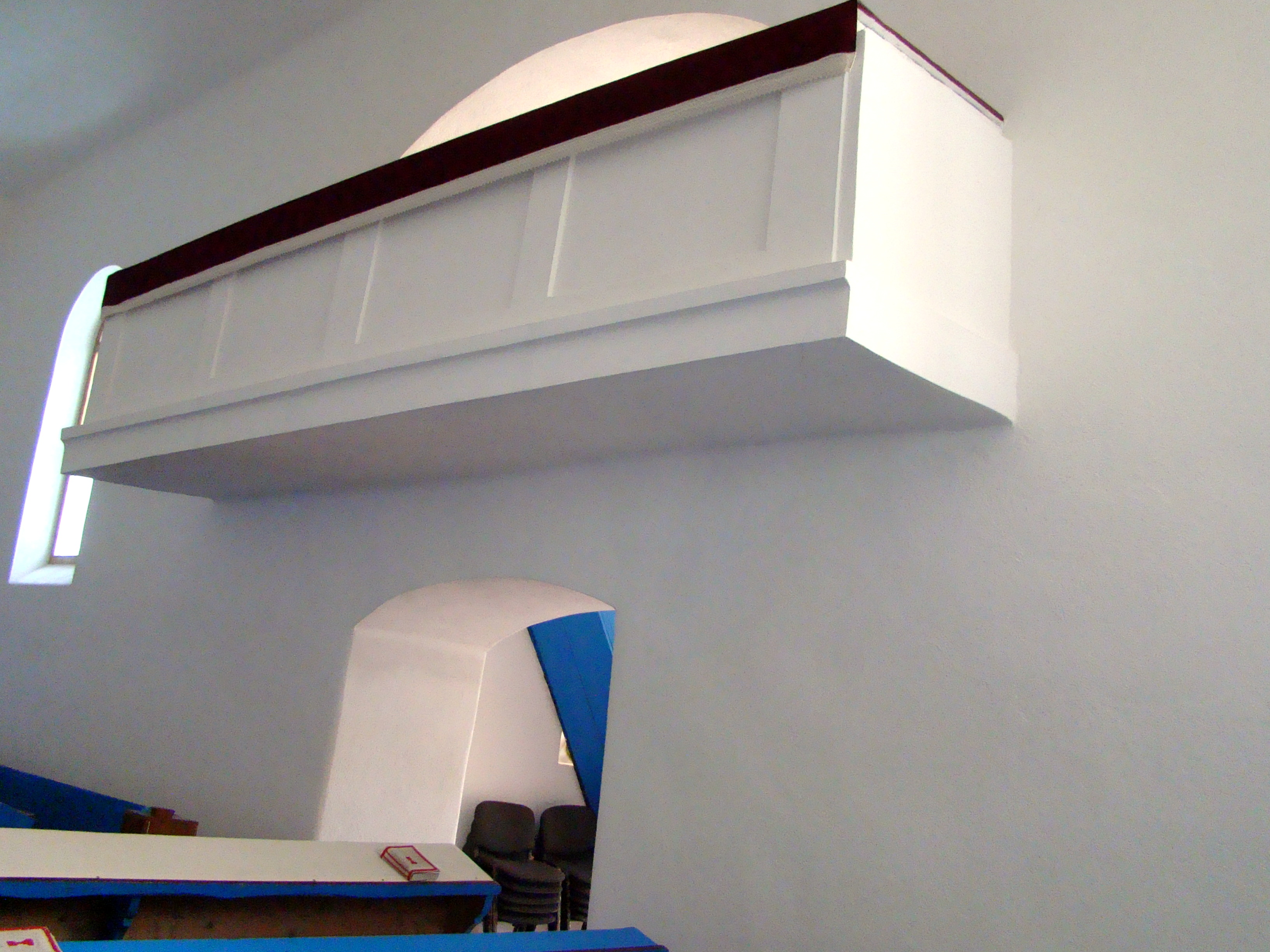
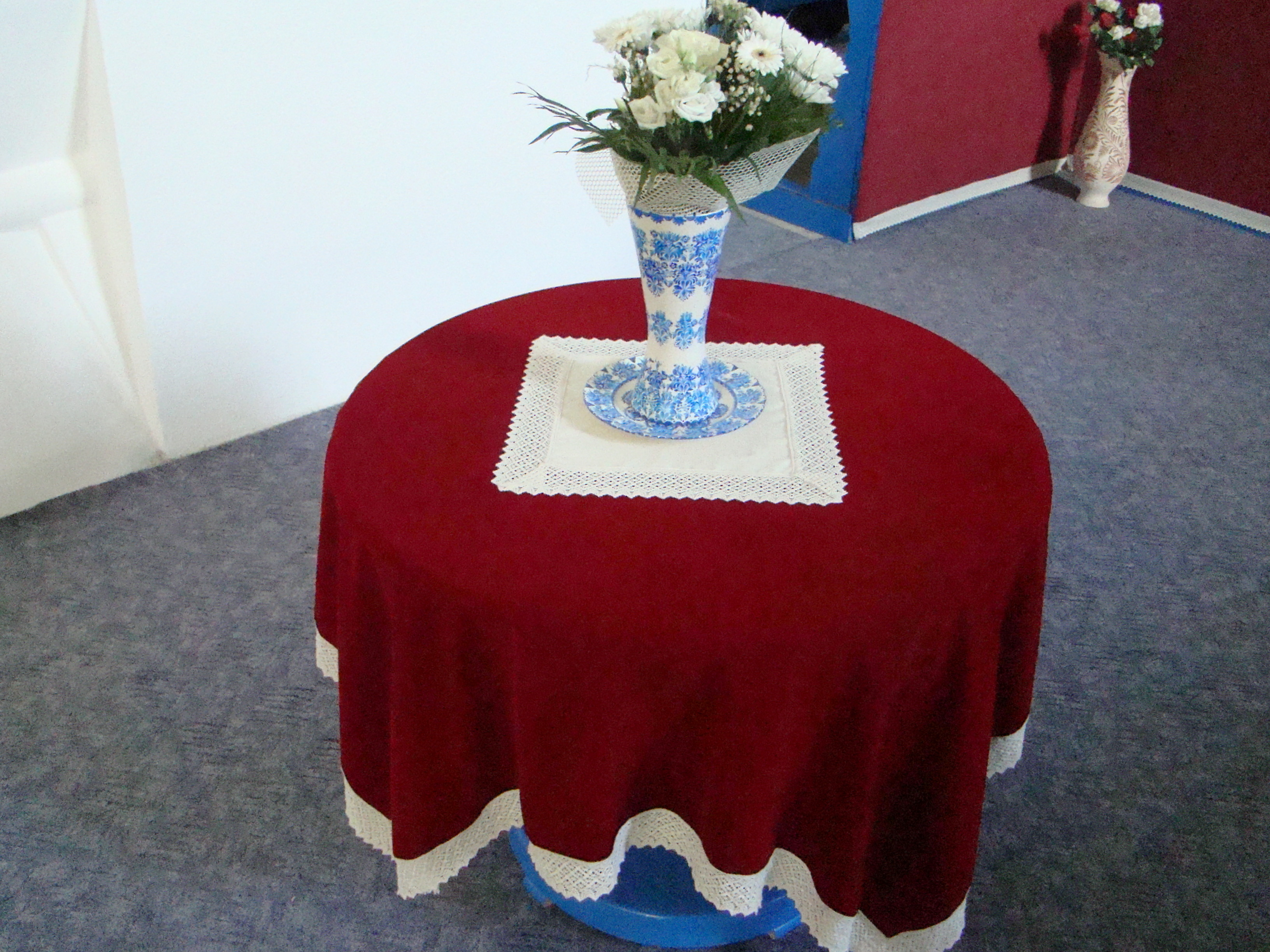
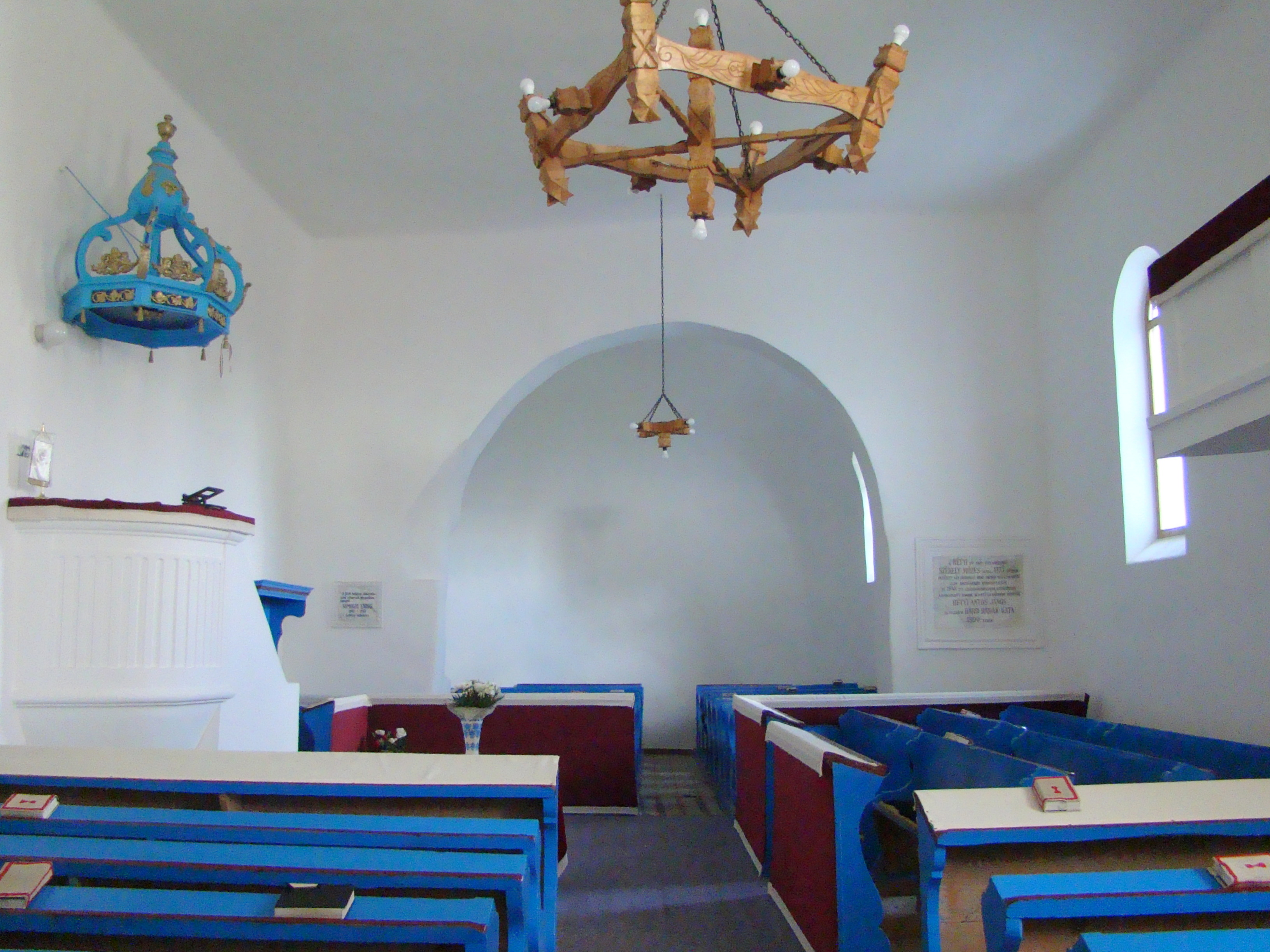
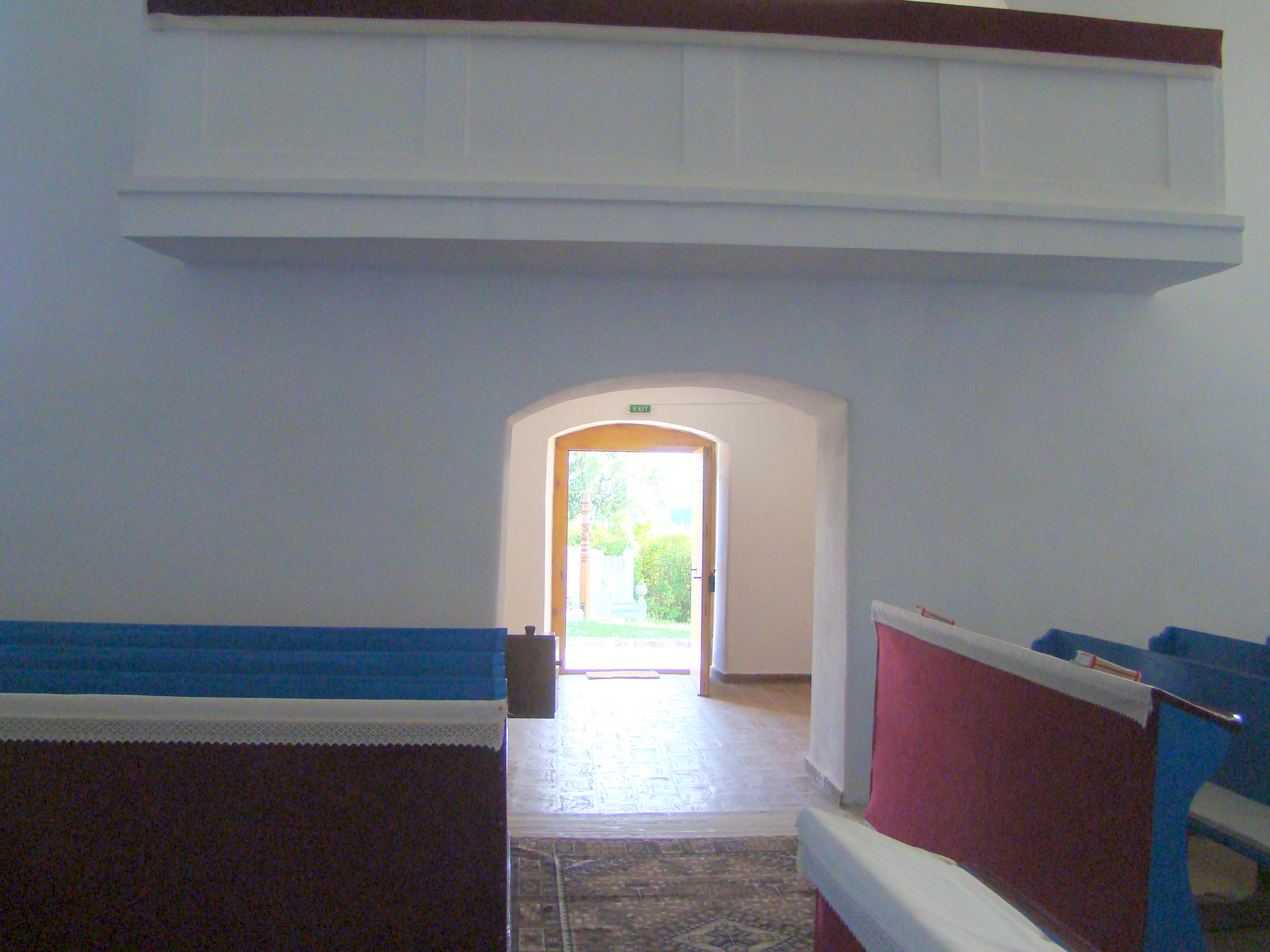